# The Rolling Stones
 (mai 2025).
Si vous disposez d'ouvrages ou d'articles de référence ou si vous connaissez des sites web de qualité traitant du thème abordé ici, merci de compléter l'article en donnant les références utiles à sa vérifiabilité et en les liant à la section « Notes et références ».
Pour les articles homonymes, voir Rolling, Rolling Stones (homonymie) et Stones (homonymie).
The Rolling Stones [ðə ˈɹəʊlɪŋ stəʊnz] est un groupe rock britannique originaire de Londres, en Angleterre.
Le nom du groupe, inspiré de la chanson Rollin' Stone de Muddy Waters, reflète ses racines dans le blues, dont les Stones sont des acteurs majeurs dans le cadre du « British blues boom ». Les premiers succès au Royaume-Uni et aux États-Unis interviennent lors de la « British Invasion » des années 1960, avec des tubes comme (I Can't Get No) Satisfaction en 1965.Il est formé en 1962 par le guitariste et leader originel Brian Jones, le pianiste Ian Stewart, le chanteur Mick Jagger, le guitariste Keith Richards, le bassiste Dick Taylor et le batteur Mick Avory. Le bassiste Bill Wyman et le batteur Charlie Watts rejoignent le groupe peu après, tandis que Ian Stewart, écarté de la formation officielle en 1963 par le manager Andrew Loog Oldham, reste le pianiste de session du groupe jusqu'à sa mort en 1985. Rapidement, Jagger et Richards forment le noyau créatif du groupe, évinçant progressivement Brian Jones, devenu instable.
À partir de l'album Aftermath (1966), les compositions de Jagger et Richards intègrent une diversité stylistique, enrichies par les expérimentations de Jones. Ce dernier meurt début  juillet 1969 peu après avoir quitté le groupe et est remplacé par Mick Taylor, qui contribue à cinq albums avant de partir en 1974. Ronnie Wood, ex guitariste des Faces, le remplace et reste membre depuis. Le bassiste Bill Wyman quitte le groupe en 1993, son rôle étant repris par Darryl Jones, mais sans en être membre officiel. Le groupe a publié albums studio au Royaume-Uni (vingt-cinq aux États-Unis), dont plusieurs atteignent le sommet des classements. En 1971, Sticky Fingers inaugure une série de huit albums en tête des ventes de part et d'autre de l'Atlantique. Leur album le plus récent, Hackney Diamonds (2023), marque leur retour avec des compositions originales après A Bigger Bang en 2005. En 2016, ils sortent Blue and Lonesome, un hommage au blues. En 2019, leurs ventes mondiales sont estimées à plus de 240 millions, faisant d'eux le deuxième groupe le plus présent dans le Billboard Hot 100. Ils sont classés no 4 dans la liste des cent plus grands artistes de tous les temps du magazine Rolling Stone.
Les Rolling Stones sont intronisés au Rock and Roll Hall of Fame en 1989, et Mick Jagger est fait chevalier en 2002. Le groupe conserve une image de « mauvais garçons » et reste une référence pour de nombreux musiciens de rock. Après six décennies de carrière, les membres continuent de se produire en concert, sans signe de retraite. Le batteur Charlie Watts meurt le 24 août 2021 à 80 ans et est remplacé par Steve Jordan, non membre officiel du groupe. 

## Historique

### Formation et débuts (1960-1963)

#### Création du groupe

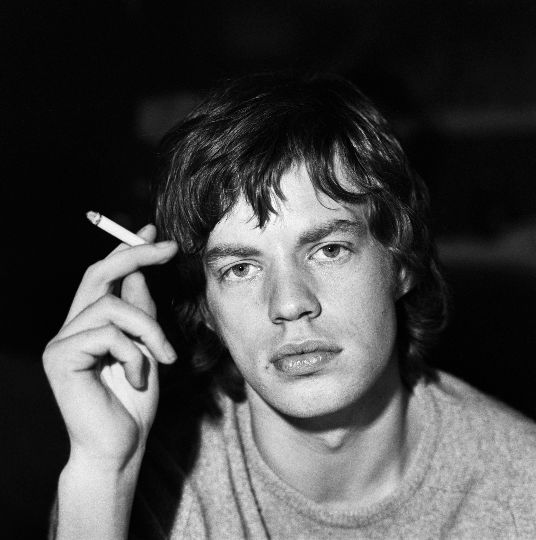
Mick Jagger (né en 1943).

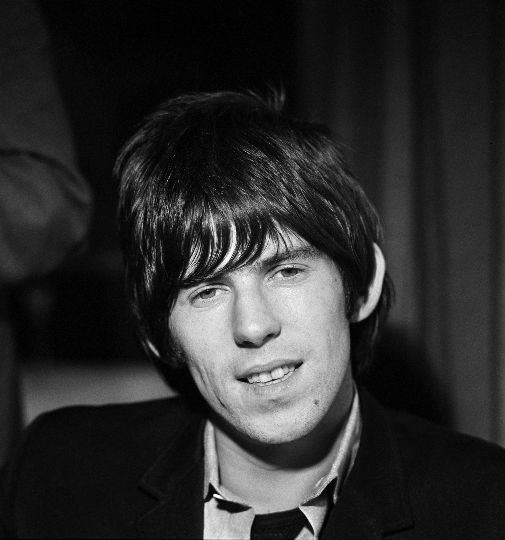
Keith Richards (né en 1943).

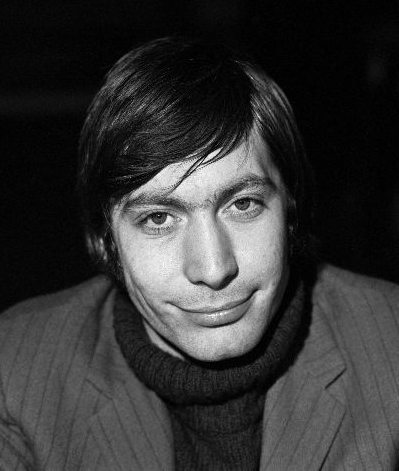
Charlie Watts (1941 - 2021).

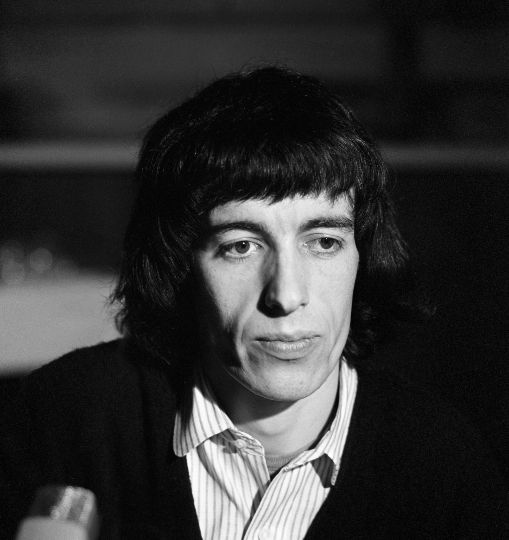
Bill Wyman (né en 1936).

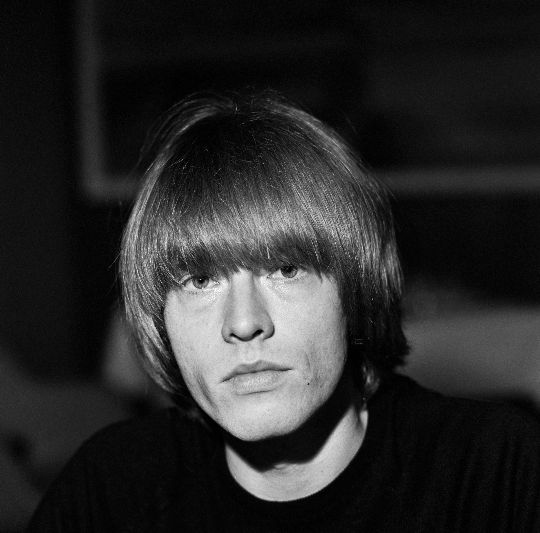
Brian Jones (1942 - 1969).

Le 17 octobre 1961, Mick Jagger et Keith Richards, deux amis d'enfance — ayant fréquenté la même école depuis la maternelle puis s'étant perdus de vue — se retrouvent par hasard sur le quai de la gare de Dartford. Mick a avec lui des disques de blues de Chuck Berry et le Best of Muddy Waters. Mick et Keith ont aussi un ami en commun, Dick Taylor, un guitariste qui joue avec Mick dans son groupe Little Boy Blue & The Blue Boys et qui étudie dans l'école de Keith, la Sidcup Art. Mick invite Keith à le rejoindre dans ce groupe tout juste naissant, qui de groupe n'a cependant que le nom, puisque le seul public de leur courte carrière consistera en la mère de Dick Taylor, qui autorise le groupe à répéter chez elle.
De son côté, Brian Jones, après avoir rencontré Alexis Korner, l'un des pionniers du blues britannique, lors d'un concert à Cheltenham, décide de déménager à Londres avec Pat Andrews, la mère de son enfant. Désireux de monter son propre groupe, il passe une petite annonce dans Jazz News fin 1961. Il pense appeler son groupe les Rollin' Stone, d'après un titre de Muddy Waters. Brian Jones donne rendez-vous aux postulants au pub Bricklayers'arms sur la Berwick Street (en). Le pianiste Ian Stewart répond à l'annonce et lui présente d'autres musiciens dont le chanteur Andy Wren et le guitariste Geoff Bradford. Peu à peu, la première mouture des Rolling Stones se forme avec Brian Jones et Geoff Bradford aux guitares, Ian Stewart au piano, Paul Pond (qui office sous le nom de P.P. Jones) au chant. Le poste de batteur est fluctuant : plusieurs batteurs payés au concert se succèdent dont Charlie Watts et Mick Avory (futur Kinks).
En avril 1962, le Blues Incorporated, groupe monté par Alexis Korner et ouvert à de nombreux musiciens, joue ses premiers concerts. Parmi les musiciens qui montent sur scène, Jack Bruce, Ginger Baker, Charlie Watts et aussi le groupe formé par Brian Jones. Ce dernier qui se produit sous le nom d'Elmo Lewis, impressionne le public en jouant de la guitare slide (à l'époque inconnue en Angleterre). Mick Jagger, Keith Richards et Dick Taylor rejoignent le Blues Incorporated mais tendent à s'éloigner du rhythm and blues pur et dur pour jouer du rock'n'roll (notamment du Chuck Berry et Jimmy Reed). Brian Jones rencontre pour la première fois Mick Jagger, Keith Richards et Dick Taylor le 2 avril 1962 au Ealing Jazz Club.
Paul Pond ne souhaitant pas vraiment être le chanteur de ce qui sera les Rolling Stones, quitte le groupe. Alexis Korner suggère à Brian Jones le chanteur Mick Jagger qui a fait sa place dans le Blues Incorporated. Ce dernier impose alors son ami Keith Richards ainsi que Dick Taylor. Geoff Bradford quitte le groupe et Ian Stewart, Brian Jones, Mick Jagger, Keith Richards et Dick Taylor forment l'ossature du groupe qui prendra en juin le nom de « Rollin' Stones » avant de s'appeler « Rolling Stones ». Selon Keith Richards, c'est Brian Jones qui trouve le nom du groupe, alors qu'il est au téléphone en train de prospecter pour trouver des engagements pour des concerts. Alors qu'on lui demande le nom de son groupe, il cite le premier nom qu'il a sous les yeux : le titre d'un morceau de Muddy Waters, Rollin' Stone. Néanmoins, il semblerait que cette anecdote ne soit qu'une légende, puisque d'après Ian Stewart, dès sa première rencontre avec Brian Jones à la suite de l'annonce dans Jazz News, Brian Jones avait déjà décidé de nommer son futur groupe « Rollin' Stones », avec une apostrophe,.
Mick, Keith et Brian emménagent au 102 Edith Grove dans le quartier de Chelsea. C'est une période de vaches maigres, avec des difficultés pour se nourrir et se chauffer. Ils vivent de chapardages et des maigres cachets obtenus pour quelques petits concerts. C'est à cette période que Philip Townsend prend les photos qui circuleront à travers les plus grandes galeries du monde, comme les toutes premières des Stones. Ils habitent six mois en colocation avec James Phelge (nom qui servira de base au pseudonyme « Nanker Phelge » utilisé par les Stones à leurs débuts pour certains de leurs titres). Néanmoins, cette période est musicalement faste pour Brian et Keith, qui passent de longues journées à travailler leur jeu de guitare.

#### Le premier concert et des rencontres déterminantes
Le premier concert des Stones se passe au Marquee à Londres, le 12 juillet 1962. Le groupe est alors composé de Brian Jones, Mick Jagger, Keith Richards, Ian Stewart au piano, Dick Taylor à la basse et Mick Avory à la batterie. Les Rolling Stones jouent comme interval band, juste une demi-heure, le temps que le groupe principal se repose. Ils interprètent Dust My Broom, Bright Lights, Big City, Ride them Down, Bad Boy, Back in the USA, et Down the Road Apiece. Ce soir-là, Keith lance à Brian cette phrase tristement célèbre : « Tu n'arriveras pas à trente ans, pas vrai ? »
Dick Taylor part ensuite former les Pretty Things. Le poste de batteur est toujours aléatoire, oscillant entre Tony Chapman et Mick Avory. Les Stones cherchent un bassiste, en décembre 1962, Tony Chapman leur présente Bill Wyman, au Red Lion Club qui leur plaît immédiatement, peut-être grâce à ses amplis, denrée rare à l'époque, mais aussi grâce à ses capacités : il est plus âgé de sept ans que Mick et Keith, et joue déjà depuis de nombreuses années dans son groupe les Cliftons, avec Tony Chapman, tout en étant amateur. Les batteurs des Stones étant trop instables, Charlie Watts, qui connaissait bien Mick et Brian pour avoir joué avec eux, se joint à eux définitivement en janvier 1963, laissant sa place au sein des Blues Incorporated à Ginger Baker. Le 14 janvier 1963, les Rolling Stones jouent leur premier concert avec la formation qui persistera jusqu'à l'exclusion de Brian Jones : Mick Jagger au chant, Keith Richards et Brian Jones aux guitares, Bill Wyman à la basse, Charlie Watts à la batterie et Ian Stewart au piano (ce dernier quittera le groupe quelques mois plus tard, sous l'impulsion d'Andrew Loog Oldham) .
Le 11 mars 1963, le groupe enregistre une démo à l'IBC Studio de Portland Place, à Londres - avec comme ingénieur du son le futur mythique Glyn Johns - composée de reprises de Rhythm & Blues. Le 21 avril 1963, les Beatles rencontrent pour la première fois les Rolling Stones au club Station Hotel Richmond, club où les Stones jouaient le soir-même. La première photo officielle du groupe en concert, prise par Dezo Hoffmann, date du 4 mai 1963 : Mick, Charlie, Brian, Bill et Keith (seuls visibles) participent à un gala de bienfaisance organisé par le journal News of the World à Battersea. Les Stones joueront régulièrement au Ealing Club, puis au Crawdaddy, club que vient d'ouvrir Giorgio Gomelsky. De quelques dizaines de spectateurs, l'audience passe rapidement à plusieurs centaines, dépassant les capacités de la salle.
Les Beatles viennent de sortir leur premier single Love Me Do. Andrew Loog Oldham, jeune publicitaire de 19 ans, qui a déjà travaillé avec Brian Epstein, Bob Dylan et Little Richard, associé au manager Eric Easton, ne rêve que de rencontrer et manager « ses » Beatles. Dans son parcours des clubs de Londres, il entre un jour au Crawdaddy (sur les conseils de Peter PD Jones, journaliste qui avait chroniqué les Stones après les avoir vus au Crawdaddy Club), et voit les Stones. C'est la révélation, il sera leur manager : il signe avec eux un contrat de management dès le lendemain, le 29 avril 1963.

#### Le premier single:Come On
Avec leur nouveau manager, leur carrière décolle. Le 8 mai 1963, la maison de disques Decca et son directeur artistique (A&R) Dick Row, célèbre pour avoir refusé les Beatles, leur fait signer un contrat artistique. Au moment de la signature, le groupe change de nom pour The Rolling Stones.tandis que le pianiste Ian Stewart est soustrait de la formation officielle par Andrew Loog Oldham pour des raisons de « look ». Néanmoins, indispensable (« Stu »  est souvent appelé « le sixième Stone »), Ian continue de travailler avec le groupe dont il est l'un des fondateurs, comme claviériste, et comme road manager (après en avoir été le chauffeur attitré), très apprécié jusqu'à sa mort en 1985. Keith affirme qu'il fut toujours véritablement le liant du groupe ; et Mick résume ainsi cette collaboration en déclarant « Stu fut le gars que nous nous efforcions de satisfaire ».
Deux jours plus tard le 10 mai 1963, Decca leur fait enregistrer leur premier single,, avec en face A, une reprise de Chuck Berry, Come On et en face B, I Want to Be Loved de Willie Dixon. Ce premier disque leur permet d'entrer discrètement dans les charts britanniques, et de se faire remarquer par la presse.
Le 7 juillet 1963, ils font leur première apparition télévisée dans l'émission Thank Your Lucky Stars de Pete Murray. Leur look, pourtant conventionnel de nos jours, paraît outrancier. Leurs cheveux longs, qui recouvraient juste les oreilles, font scandale. Ce look original et leur attitude parfois méprisante donnent des idées à Andrew Loog Oldham. Afin de se démarquer des Beatles, apparus un peu plus tôt et dont la popularité est exceptionnelle, le jeune manager des Stones leur crée une image de « mauvais garçons », en opposition aux allures de « gentils gendres » des Fab Four. Jagger et sa bande cultivent leur différence, refusant très rapidement le costume-cravate, insistant sur leur chevelure, et défraient la chronique par leurs frasques. Celui qui est surtout visé pour son côté « mauvais garçon », n'est ni Mick Jagger, ni Brian Jones, mais Bill Wyman qui, du groupe, est celui qui possède les cheveux les plus longs et qui a toujours une mine renfrognée. C'est aussi lui qui est à l'origine de la première des nombreuses frasques du groupe : il est condamné pour avoir uriné sur le mur d'une station-service.
C'est à cette époque que Brian Jones commence à manquer quelques concerts pour des raisons de santé, et à se perdre dans ses conquêtes féminines et leurs conséquences. Il a déjà deux enfants. Sa position de leader du groupe est de plus en plus contestée depuis l'arrivée d'Oldham. Lors d'un concert à Liverpool, les Stones découvrent que Brian Jones reçoit un salaire supplémentaire en qualité de leader du groupe. Cette révélation est le début d'une fissure entre Jones et le reste du groupe et qui aboutira à terme (conjointement à son épuisement physique et mental) à son exclusion en juin 1969.

#### Le second single et le premier EP
Leur carrière prend un tournant définitif : les concerts deviennent quotidiens, Bill Wyman et Charlie Watts quittent leur emploi pour intégrer les Stones à plein temps, Mick Jagger laisse tomber ses études. L'appartement à Edith Grove abandonné, Keith, Mick et Andrew habitent ensemble dans un nouveau logement, où va débuter une nouvelle collaboration : Andrew oblige Mick et Keith à travailler ensemble, à l'image de McCartney et Lennon, sur l'écriture des chansons. En novembre 1963, à Mapesbury Road, Oldham oblige Keith et Mick à composer une chanson. Au matin, ils interprètent It Should Be You, leur première composition en commun. Cette volonté est dictée par le fait qu'il était difficile pour les Rolling Stones de trouver quelque chose de neuf à jouer et parce que beaucoup de chansons de leur répertoire étaient jouées par d'autres groupes anglais (dont les Beatles), ce qui ne les aidait pas à se démarquer des autres. Par conséquent, le second single du groupe devant contenir les reprises Fortune Teller et Poison Ivy est refusé durant l'été.
La légende veut qu'Andrew ait enfermé Mick et Keith dans une cuisine, en leur interdisant d'en sortir tant qu'ils n'auraient pas écrit une chanson. D'après la légende, ils lui auraient soumis As Time Goes By, que le manager renomme immédiatement As Tears Go By et fera enregistrer par la jeune chanteuse britannique Marianne Faithfull. Il semblerait cependant que la première chanson à être sortie de cette cuisine soit It Should Be You, qui sera enregistré une première fois par George Bean, un chanteur de la maison de production d'Oldham.
Oldham a même sollicité les Beatles pour leur écrire I Wanna Be Your Man en septembre, que le groupe enregistre et publie en single en novembre, avec en face B une improvisation du groupe, créditée Nanker Phelge, intitulée Stoned. Le single sort quelques jours après l'enregistrement et se classe à la douzième place au Royaume-Uni. Si le single rencontre un succès mineur, l'exemple des Beatles, qui composent eux-mêmes leur chansons, pousse Jagger et Richards à tenter l'expérience. Jagger disait à Keith Richards : « Ça a l'air facile de faire des chansons. On pourrait essayer. ».
En janvier 1964, le groupe publie son premier EP intitulé simplement The Rolling Stones, comportant quatre reprises enregistrées en août et en novembre dernier. C'est le premier no 1 de leur carrière et ils peuvent donc se concentrer sur leur premier album.

### Envol (1964-1967)

#### Premier album et conquête de l'Amérique (1964)

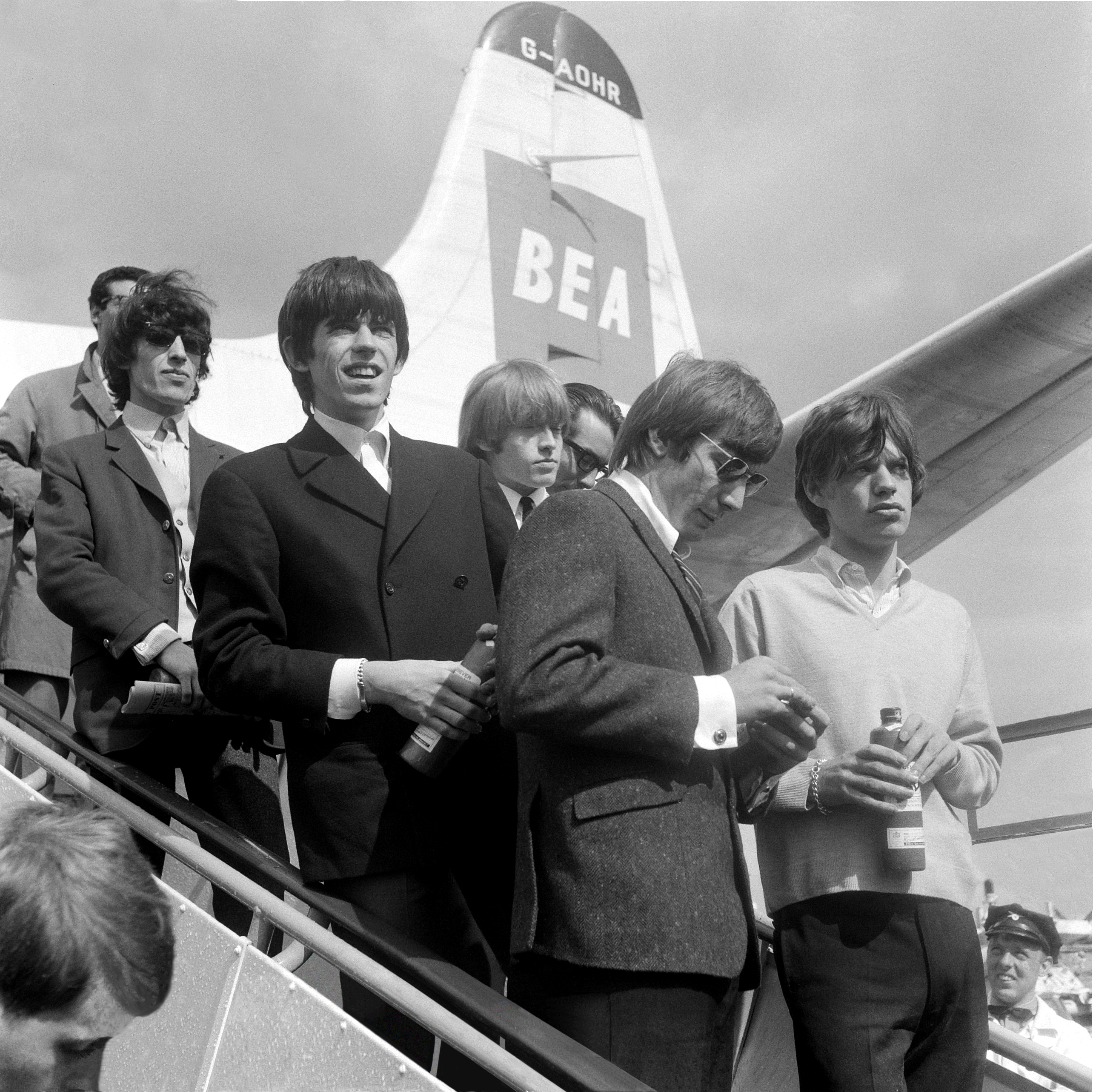
Les Rolling Stones arrivant à l'aéroport d'Amsterdam-Schiphol, le 8 août 1964, par un vol en Vickers Viscount de la BEA. Sont reconnaissables sur la passerelle, de gauche à droite : Bill Wyman, Keith Richards, Brian Jones, Charlie Watts et Mick Jagger.

En janvier et février 1964, le groupe enregistre en cinq jours au Regent Sound Studios leur premier album, qui sort le 17 avril 1964, et qui connait le succès à sa sortie en arrivant en tête de classement au Royaume-Uni, avant de se lancer dans une tournée américaine où ils vont percer deux mois plus tard.
Début juin, au début de la tournée, le groupe se rend dans les fameux studios Chess à Chicago (là où sont enregistrés de nombreux standards de blues de Muddy Waters ou Chuck Berry qui les inspirent) pour une session le 10 et 11 juin 1964, où est enregistrée une série de chansons. De cette session est tiré un nouvel EP intitulé Five by Five, qui sort au Royaume-Uni en août, puis en octobre le second album américain 12 X 5, contenant les pièces de l'EP anglais, en plus de nouvelles chansons, incluant des singles. Ce sera le début de la grande disparité entre la discographie anglaise et américaine du groupe jusqu'en 1967 avec Their Satanic Majesties Request.
Alors qu'il est en tournée, le groupe organise de nouvelles sessions d'enregistrements, dont celle du 8 novembre chez Chess, pour réaliser leur second album.

#### Consécration (1965)

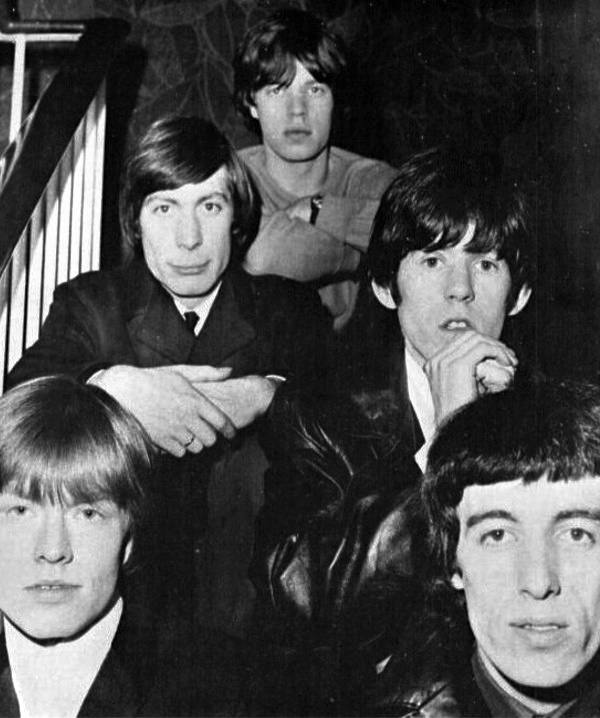
The Rolling Stones en 1965.

À partir de novembre 1964, le groupe enregistre ses chansons aux États-Unis, principalement à Los Angeles dans les studios du label RCA, où une dizaine de sessions se déroulent jusqu'à mi-1966, calées entre les dates de concerts. Entre-temps, le groupe retourne deux fois chez Chess à Chicago pour deux nouvelles sessions en novembre 1964 et en mai 1965.
En 1965, après la sortie de leur second album britannique intitulé The Rolling Stones No. 2 (suivi de la version américaine un mois plus tard renommée The Rolling Stones, Now! reprenant une partie de l'album précédent), Mick Jagger et Keith Richards décollent enfin comme compositeurs, tout d'abord avec As Tears Go By (qu'ils n'enregistrent pas dans un premier temps et qu'Oldham offre à Marianne Faithfull), avant que The Last Time, puis (I Can't Get No) Satisfaction atteignent toutes deux la première place des charts, suivis par Get Off of My Cloud et 19th Nervous Breakdown. Ces textes assoient la position des Stones qui arrivent désormais à évoluer au sommet comme les Beatles. Néanmoins, les textes des Stones se différencient beaucoup de ceux des Beatles par leur contenu. Si les Fab Four signent des bluettes bien sentimentales et innocentes (du moins à leurs débuts), les Stones se distinguent par leur ton ironique et sarcastique sur la société et leurs rapports aux femmes, parfois qualifiés de sexistes.
La version américaine de l'album Out of Our Heads (publiée en juillet 1965) est en tête des ventes. Il comprend sept chansons originales (quatre créditées de Nankin Phelge et trois de Jagger/Richards). À la fin du même mois, au moment de la sortie du tube (I Can't Get No) Satisfaction, un autre évènement change l’histoire du groupe : le contrat entre Decca et Impact Sound - la société des producteurs Andrew Loog Oldham et son associé Eric Easton chargée de gérer l'image et les enregistrements du groupe depuis 1963 - ayant expiré en mai n'est pas renouvelé car les deux gestionnaires se sont fâchés et séparés après qu'Oldham a découvert que son associé utilisait son édition pour verser au groupe les droits d'auteur des chansons créditées Nanker Phelge[pas clair]. Andrew décide de contacter l'homme d'affaires américain Allen Klein, afin de remplacer son associé et de signer un nouveau contrat avec Decca avec un plus gros cachet pour le groupe (600 000 $ d'avance et 700 000 $ par an jusqu'en 1974, fin de durée du contrat). Si les membres sont généralement enthousiastes pour ce contrat, le bassiste Bill Wyman est inquiet et regrette de ne pas avoir fait relire le contrat par un avocat avant de le signer. Cela leur portera préjudice en 1971 quand le groupe se séparera de Klein et de Decca, où ils perdent les droits d'auteur de leur discographie jusqu'en 1970.
En septembre, le groupe retourne au studio RCA pour enregistrer une nouvelle série de chansons qui serviront de base pour le nouvel album américain December's Children (And Everybody's) prévu pour décembre suivant. Plus tard dans le même mois, la version britannique de Out of Our Heads est publiée où elle atteint la seconde place des ventes juste après l'album Help! des Beatles et ne contient que six chansons sur douze en commun, et trois proviennent de la session de septembre. Leur nouveau tube, Get Off of My Cloud (no 1 des deux côtés de l'Atlantique) paraît à l'automne 1965, suivi d'un autre album américain December's Children (And Everybody's). Entre-temps, le groupe, fatigué, se lance dans une nouvelle tournée américaine durant presque cinquante jours à la fin de l'automne, qui se termine à Los Angeles le 5 décembre. Après cela, le groupe reste en ville pour travailler de nouvelles chansons une nouvelle fois au RCA, dont le temps alloué au studio s'est prolongé à trois jours d'affilée (la réalisation des chansons lors de la session précédente est considérée comme précipitée et réalisée dans l'urgence). On retrouve parmi elles principalement le nouveau single 19th Nervous Breakdown qui sort deux mois plus tard en février 1966 à la seconde place des deux côtés de l'Atlantique, et principalement des chansons pour le prochain album du groupe, Aftermath.

#### Tournant psychédélique d'AftermathetBetween the Buttons(1966)

Quelques instruments joués par Brian Jones sur les albums Aftermath et Between the Buttons.
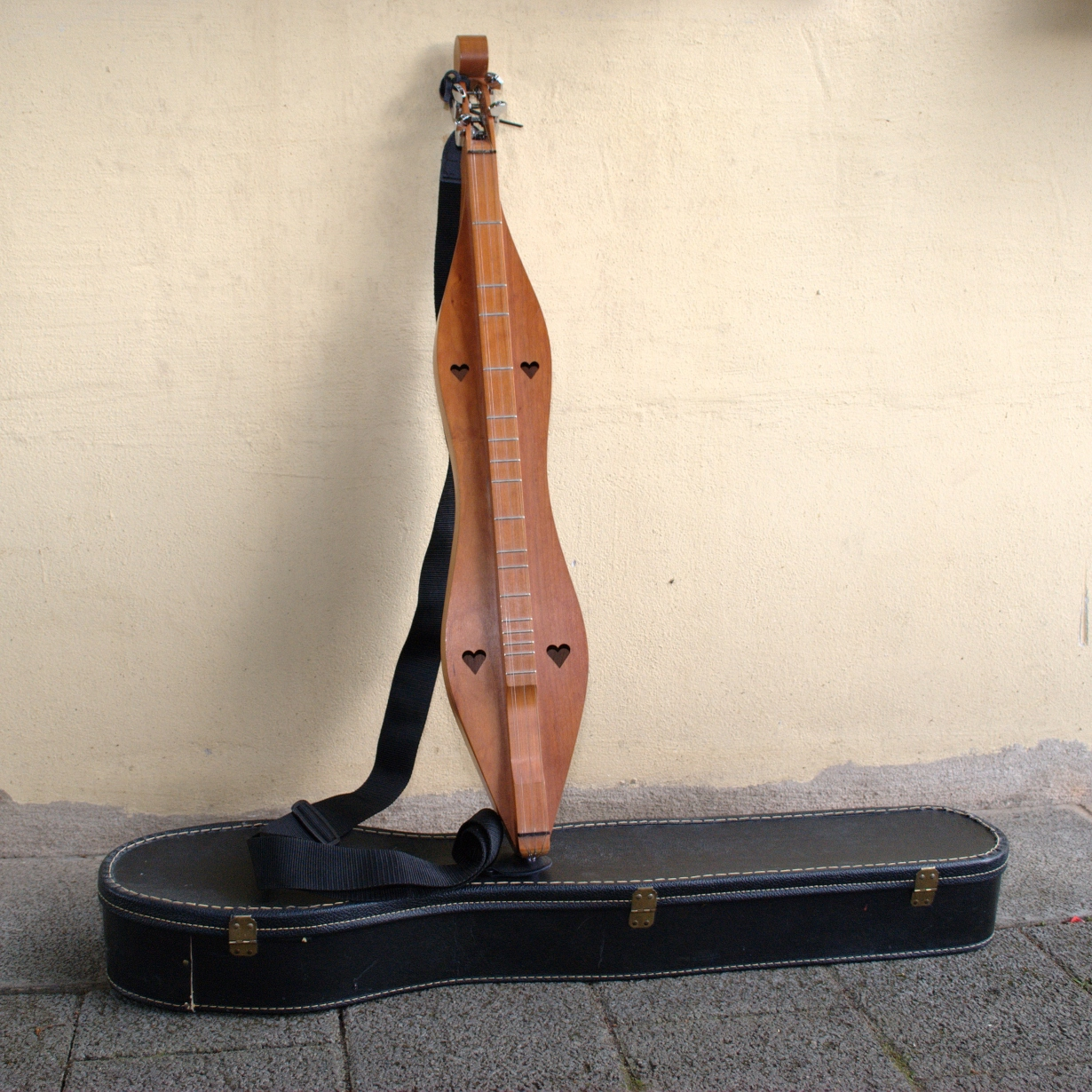
Dulcimer, présent sur Lady Jane et I Am Waiting.
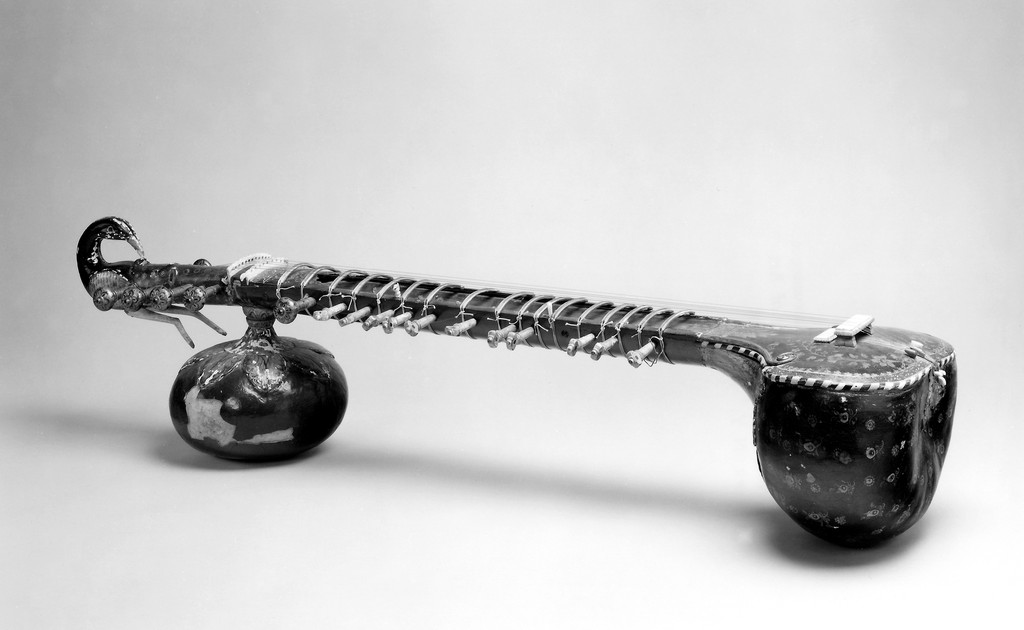
Sitar joué sur Paint It, Black.
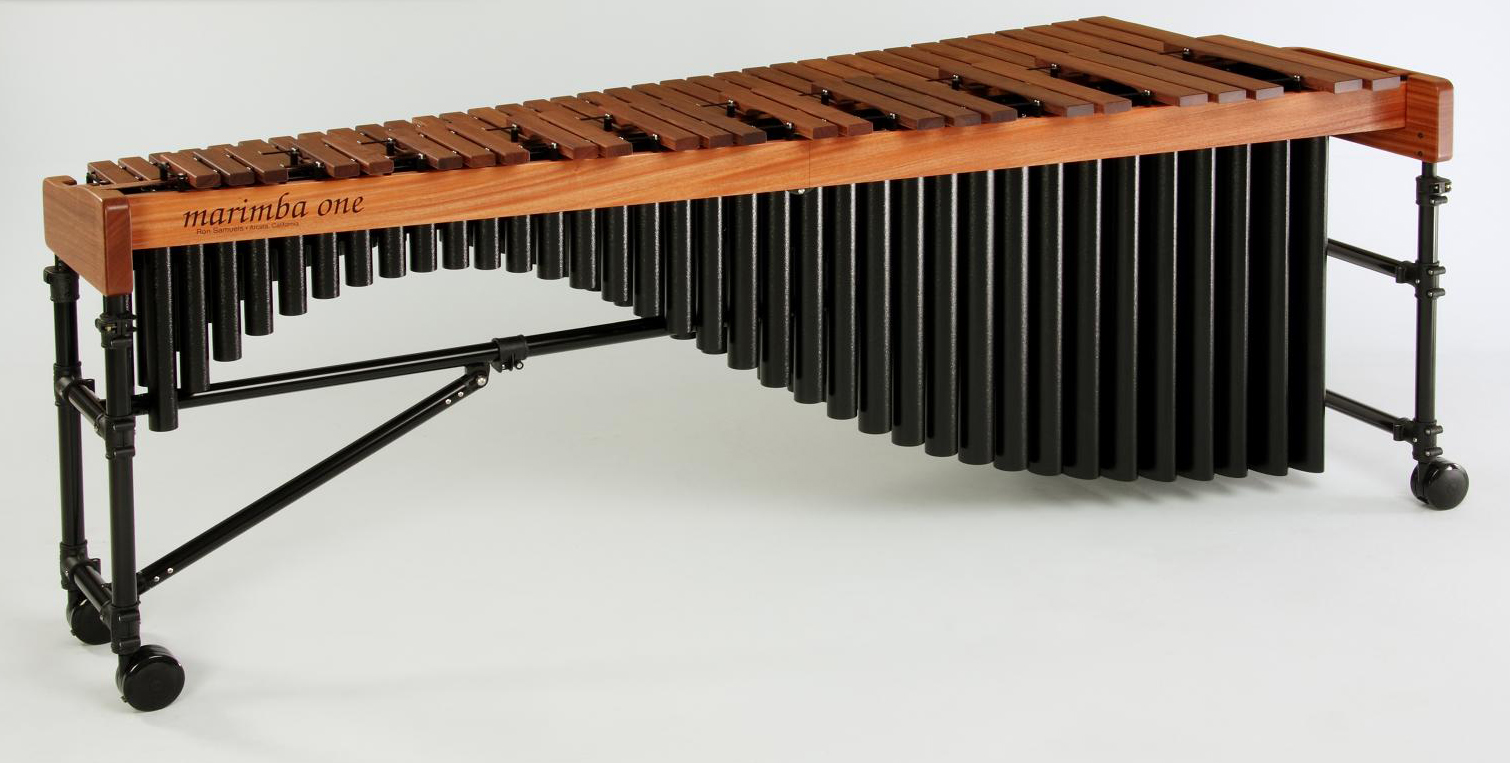
Marimbas et vibraphone présents sur Under My Thumb et Out of Time.
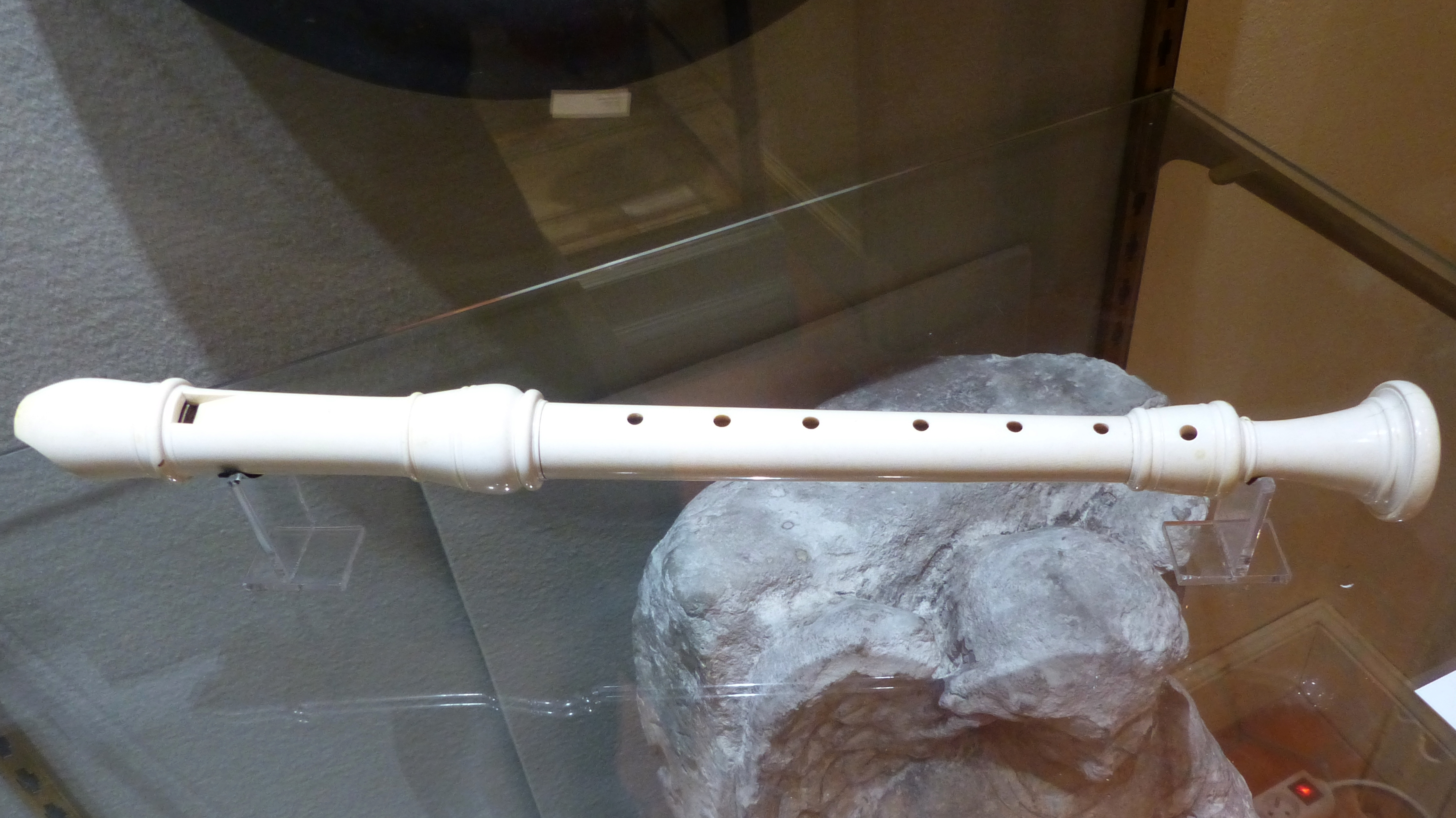
Flûte à bec présente sur Ruby Tuesday.
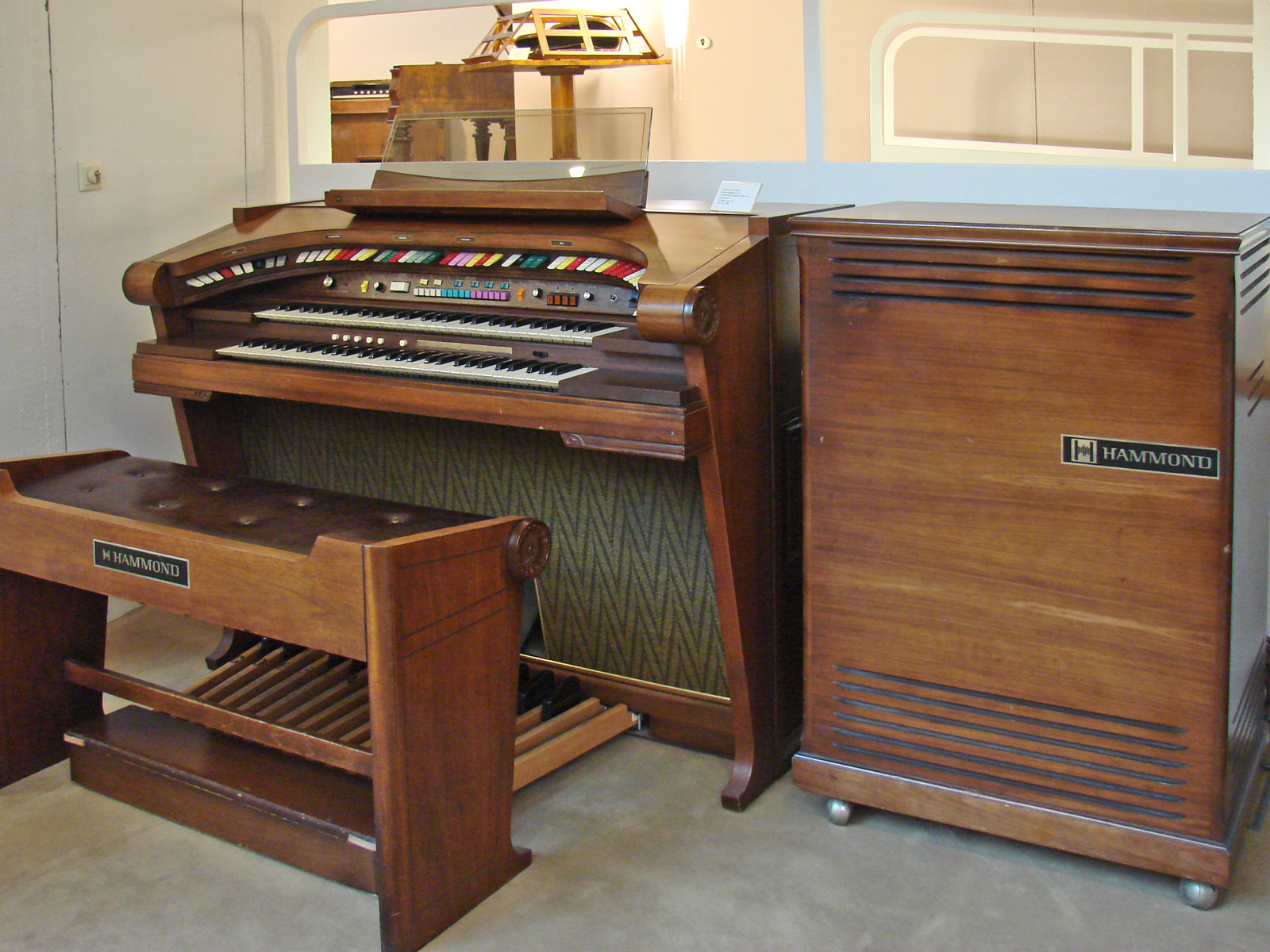
Orgue hammond présent notamment sur Let's Spend the Night Together.

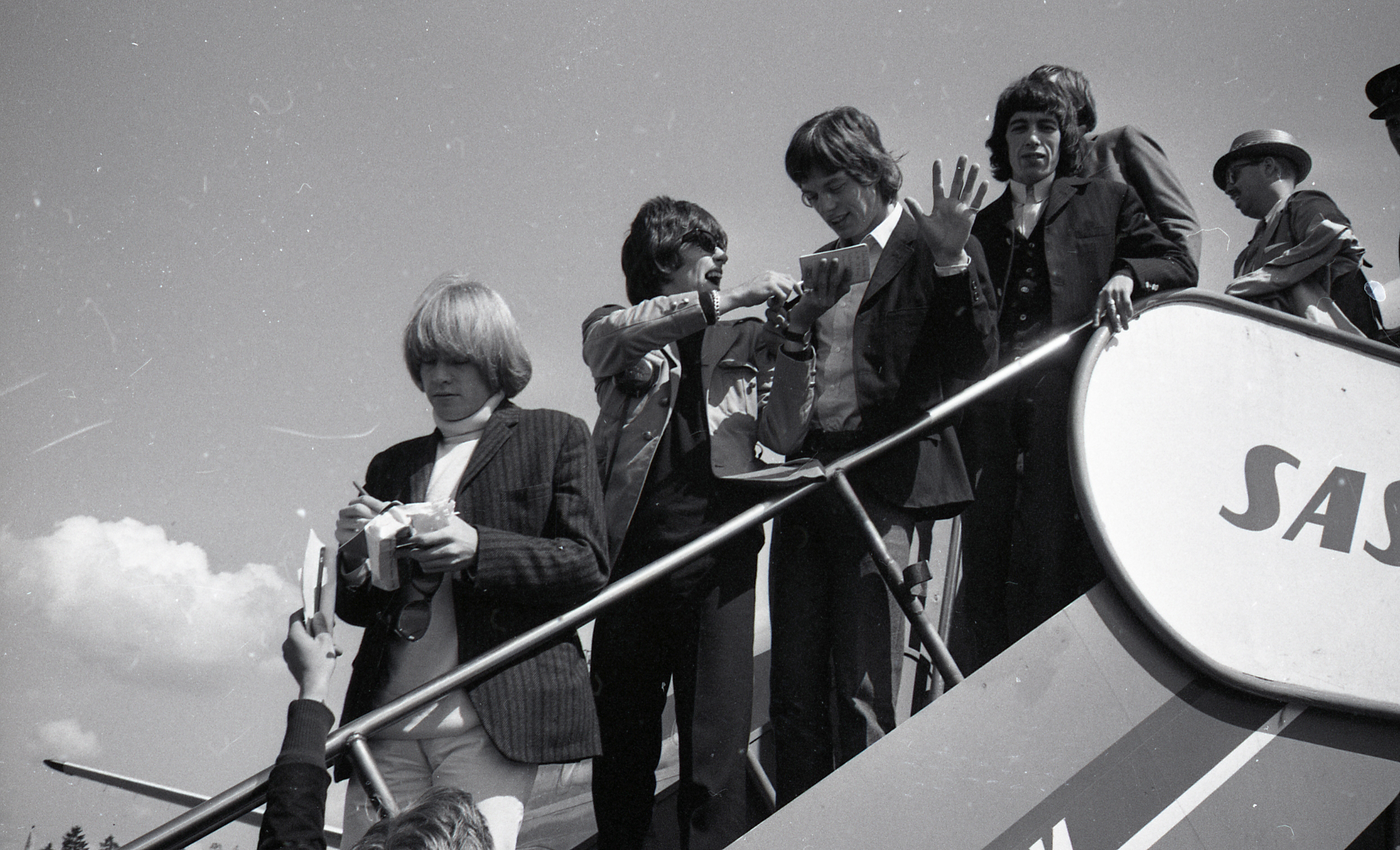
Les Rolling Stones (ici à l'aéroport d'Oslo en 1965) quasiment sur la route des tournées en permanence.

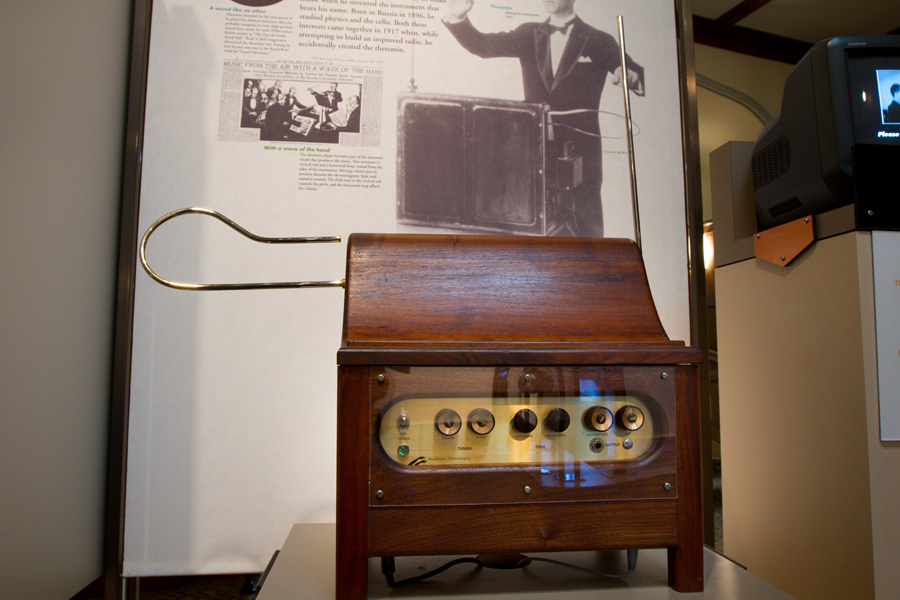
Thérémine utilisée sur Please Go Home.

En 1966, les Rolling Stones publient l'album Aftermath, premier disque à ne comporter que des compositions originales. Dans leur premier chef-d'œuvre, le groupe introduit (en particulier sous l'impulsion de Brian Jones) des influences psychédéliques et de la musique indienne : on peut notamment rappeler le sitar de Paint It, Black (dans la foulée de celui entendu joué par George Harrison sur Norwegian Wood des Beatles), le dulcimer sur Lady Jane ou les marimbas de Under My Thumb. L'album rencontre le succès en arrivant en tête des classements au Royaume-Uni et à la seconde place aux États-Unis (derrière un album américain des Beatles).
L'année 1966 voit également une nouvelle succession de tournées (moins intenses que l'année précédente). Du 18 février au 1er mars, le groupe se rend en Australie et en Nouvelle-Zélande en jouant deux concerts par date. Après une pause de trois semaines durant lesquels ils retournent enregistrer de nouvelles chansons au studio RCA (pour l'album Aftermath et le single Paint It, Black), les Stones tournent en Europe du 26 mars au 5 avril. Après la sortie de l'album, le groupe reprend la route, cette fois-ci aux États-Unis et au Canada du 24 juin au 28 juillet.
Du 3 au 11 août, après la tournée américaine, le groupe retourne une dernière fois au studio RCA pour commencer à travailler le prochain album, avant que l'ingénieur du son du studio qui les enregistre depuis novembre 1964 ne soit viré par le label du studio pour avoir produit The Electric Prunes pour son compte. Par la suite, le groupe décide de retourner enregistrer à Londres. La session suivante se déroule donc aux studios IBC pour la suite de ce qui avait été commencé à Los Angeles. Durant ces deux session est enregistrée la chanson Have You Seen Your Mother, Baby, Standing in the Shadow?. Mais à sa sortie en single en septembre, elle n'atteint pas tout à fait le haut du classement (cinquième au Royaume-Uni et neuvième aux États-Unis) contrairement aux précédentes chansons, en raison du mixage désastreux.
Après la tournée britannique qui a lieu du 23 septembre au 9 octobre 1966, le groupe se rend au studio Olympic (là où ils avaient enregistré leur premier single Come On trois ans plus tôt) pendant près d'un mois du 8 novembre au 6 décembre pour finir l'album Between the Buttons. C'est durant ces sessions que le groupe décide de choisir ce studio pour les prochains enregistrements d'albums jusqu'en 1969, dont la qualité sonore est supérieure à celles des précédentes productions que le groupe avait connu.
Sorti en janvier 1967, l'album Between the Buttons continue sur la même lancée que l'album précédent Aftermath avec la flûte mélodieuse de Brian sur Ruby Tuesday mais contient aussi des morceaux de rock comme Connection et des influences « music-hall ». Le succès commercial sera moindre par rapport aux albums précédents (troisième au Royaume-Uni et second aux États-Unis). En revanche, le single "double face A" Let's Spend the Night Together / Ruby Tuesday est une réussite.
La chanson Let's Spend the Night Together fait un tel scandale à sa sortie que lors des apparitions sur les plateaux TV, notamment le très couru Ed Sullivan Show, Mick Jagger se voit obligé de marmonner « Let's spend some time ».

#### Their Satanic Majesties Request: arrêt des tournées et déboires (1967)
1967 sera une année particulière pour les Rolling Stones, tant artistique que privée, voire judiciaire, et des premiers problèmes qui vont ébranler le groupe et particulièrement Brian Jones. Après la sortie de Between the Buttons en janvier, le groupe commence à travailler sur le prochain album. En attendant, l'année 1967 est surtout consacrée aux activités parallèles et les Stones s'investissent dans différents projets personnels. Keith Richards s'achète la maison de Redlands, qui sera l'une des bases du groupe, Bill Wyman fait de la production, Brian Jones compose une bande originale de film et forme avec Anita Pallenberg un couple médiatisé, icône du Swinging London. C'est aussi l'époque des vacances : en février et en mars, le groupe profite du temps libre avant la prochaine tournée européenne. Ainsi, Brian, Keith, Anita Pallenberg, Mick et sa nouvelle petite amie Marianne Faithfull partent en vacances au Maroc.
Sur le plan sentimental, Brian Jones connaît aussi de nombreux déboires. Alors qu'il est hospitalisé pour une crise d'asthme en France sur le trajet d'un voyage au Maroc, Keith Richards entame une liaison avec sa petite amie Anita Pallenberg. Lorsqu'il reviendra de convalescence, Keith, Anita (mais aussi Mick Jagger et Marianne Faithfull) abandonneront Brian au Maroc, sans lui laisser un mot. Cette rupture sera le début de tensions entre les deux guitaristes du groupe et le début de la fin pour Brian Jones.
Mais le groupe connaît d'importants déboires judiciaires cette année-là. Le 12 février 1967, Mick Jagger et Keith Richards sont arrêtés au domicile de Keith à Redlands pour possession de drogues. Vite relaxés, ils ne feront pas de prison, en dehors des quelques jours dans l'attente de leur comparution. Le quotidien The Times viendra à leur secours avec un éditorial en leur faveur, prémices du changement de société en cours. Parmi les nombreux soutiens de tous bords les Who sortiront immédiatement un 45 tours en solidarité, avec 2 compositions des Stones. Si Mick et Keith arrivent à se sortir de leurs ennuis judiciaires, Brian Jones, lui, connaît plus de difficultés. Arrêté une première fois en mai 1967, puis une deuxième fois en mai 1968, il vit très mal cette situation et souffre de dépression nerveuse.
Avec ces problèmes judiciaires et internes, le groupe se retrouve contraint d'arrêter les tournées pendant deux ans. Après avoir tourné de façon ininterrompue depuis leurs débuts, donnant entre 250 et 300 concerts par an, le groupe effectue sa dernière tournée européenne du 25 mars au 17 avril. Il est le premier groupe du bloc de l'ouest à jouer un concert de rock en Pologne le 13 avril. Mais la venue dans ce pays, ainsi que les deux concerts joués ce soir-là ne plaît pas forcément aux autorités. Le groupe ne retournera pas jouer avant de nombreuses années dans les pays du bloc de l'est. Le groupe joue son dernier concert le 17 avril 1967 à Athènes en Grèce avec Brian Jones. Comme les Beatles, les Rolling Stones avaient subi depuis leurs débuts l'hystérie des foules dans les salles et en dehors, phénomène que l'on appelait la beatlemania. Particulièrement éprouvants, les concerts des Stones tournaient souvent à l'émeute à cause des fans qui tentaient de monter sur scène ou des bagarres dans le public. De nombreuses fois, les Rolling Stones furent contraints de s'enfuir de scène au bout de quelques minutes poursuivis par des fans. Les coûts des dégâts et le nombre de blessés sont parfois importants comme à Blackpool, à La Haye ou Paris.
Le reste de l'année, le groupe investit pendant six mois le studio Olympic pour enregistrer leur nouvel album, le plus ambitieux et le plus psychédélique qu'ils aient fait. Pensant que le groupe n'avance pas dans ce nouveau projet, le producteur Andrew Loog Oldham s'en va au milieu des sessions. Le groupe finit seul l'album avec l'aide de l'ingénieur du son Eddie Kramer pour le mixage..
Sur le plan musical, l'album Their Satanic Majesties Request qui sort en décembre 1967 et qui porte largement la patte expérimentale de Brian Jones, bien qu'opposé initialement au projet ne voulant pas sortir de la droite ligne du blues, n'aura sur le moment qu'un succès mitigé, déconcertant par son côté planant quelques fans du blues pur et dur. Deux titres toutefois émergent : She's a Rainbow et 2000 Light Years from Home. La couverture de l'album innove en présentant une photo du groupe en relief (3D) sur film gaufré. Cette expérience ne sera pas reprise sur les éditions vinyle suivantes, ni CD, de l'album. La photographie est signée de Michael Cooper qui avait travaillé quelques mois plus tôt sur les visuels de Sgt. Pepper's Lonely Hearts Club Band.

#### Rivalité avec les Beatles
L'opposition de style entre les Beatles et les Rolling Stones a été intelligemment fabriquée par Andrew Loog Oldham et entretenue à son instigation. Le parcours musical des deux groupes est assez parallèle : influences communes du rock 'n' roll et du rhythm and blues (même si ce dernier est plus marqué chez les Stones). Bien que dans les médias, les Rolling Stones incarnent les « mauvais garçons » (Oldham n'avait pas hésité à interroger : « Laisseriez-vous votre fille sortir avec un Rolling Stone ? ») et les Beatles, les « gentils garçons », les membres des deux groupes s'apprécient et se côtoient dans le privé,. Les Beatles, John Lennon et Paul McCartney offrirent même la chanson I Wanna Be Your Man aux Rolling Stones pour lancer leur carrière en 1964 et firent les chœurs sur la chanson We Love You en 1967. Brian Jones joua plus tard sur certains titres des Beatles comme Baby, You're a Rich Man ou You Know My Name.
Mick Jagger et Keith Richards appréciaient particulièrement la musique des Beatles. Les deux seront d'ailleurs présents dans le studio de la BBC, accompagnés de Marianne Faithfull (petite amie de Mick à l'époque) lors de la diffusion live et en mondovision, le 25 juin 1967 du fameux All You Need Is Love. Sur la vidéo, on reconnaît Mick et sa veste bleu ciel avec des motifs marron psychédéliques. Comme tous les heureux participants, il tape dans ses mains en chantant le refrain.
Toujours en 1967, le même trio participe au tournage du clip A Day in the Life et on peut les voir dans ce clip discuter avec John Lennon.
Les deux groupes évitaient aussi de sortir leur singles et leurs albums en même temps pour ne pas se concurrencer. La frontière entre Beatles et Stones était ténue. Alors que les médias accusaient les Stones de prendre des drogues, les Beatles en prenaient aussi. Paul McCartney fut d'ailleurs la première rock star à dire à la presse qu'il avait pris du LSD en 1967. Lors de la descente de police à Redlands où de la drogue fut trouvée dans le domicile de Keith Richards en 1967, parmi les convives se trouvaient un Beatle, George Harrison, qui ne fut pas inquiété, étant parti avant l'arrivée de la police.
Néanmoins lors d'une interview donnée au magazine Rolling Stone en 1970, John Lennon déclara que les Rolling Stones copiaient les Beatles et faisaient tout deux mois après eux.

### Années dorées (1968-1972)

#### Retour aux affaires et adoption de l'accord ouvert (1968)

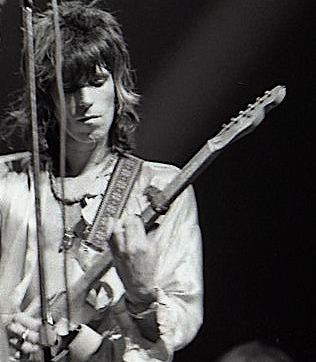
Keith Richards en 1972.

L'année 1968 est décisive pour les Stones. Musicalement, avec l'échec de Their Satanic Majesties, le groupe a perdu du terrain face à ses concurrents. La musique du moment subit une véritable mutation apportée par des groupes comme The Jimi Hendrix Experience, The Doors ou Grateful Dead, et l'épicentre du rock s'est déplacé d'Angleterre vers la Californie. Alors que les Beatles concoctent leur Album blanc, que The Who enregistre son opéra-rock Tommy, les Stones marquent leur grand retour en revenant aux racines du blues et du rock, d'abord avec le single Jumpin' Jack Flash, puis avec l'album Beggars Banquet. L'album est très influencé par son époque et l'esprit de contestation qui flotte dans l'air. Des titres comme Street Fighting Man, Jigsaw Puzzle ou Sympathy for the Devil font référence aux émeutes qui éclatent un peu partout dans le monde occidental. Depuis la descente de Redlands, Mick Jagger s'est positionné dans une attitude de défiance et de rébellion vis-à-vis de l'ordre établi. Des titres comme Sympathy for the Devil témoignent aussi de l'influence de Marianne Faithfull sur Mick Jagger. Cette dernière l'a initié à une certaine culture littéraire puisque la chanson est inspirée du roman Le Maître et Marguerite de Mikhaïl Boulgakov.
L'album, dont toute la prise de son possède une qualité technique (Parachute Woman, No Expectations, Salt of the Earth…) supérieure encore à celle du Going Home d'Aftermath, remet les Rolling Stones en selle avec des morceaux comme Sympathy for the Devil et Street Fighting Man qui vont asseoir leur réputation de « greatest rock & roll band in the world ».
En 1968, Keith Richards adopte un open tuning de sol, et retire la 6e corde — la plus grave — de sa guitare, ce qui marque le nouveau son des Rolling Stones pour les albums qui suivront. Cet accordage, communément utilisé par les bluesmen, change la façon de composer des Stones, et se retrouve sur des titres tels que Jumpin' Jack Flash, Street Fighting Man, You Can't Always Get What You Want, Honky Tonk Woman, Gimme Shelter, Happy, Start Me Up,.

#### Mort de Brian Jones et arrivée de Mick Taylor (1969)
Brian Jones, bien que leader dès l'origine, est exclu du groupe en juin 1969. Cela faisait quelques années que le guitariste des Stones était à l'écart dans le groupe. Depuis que le duo Mick Jagger/Keith Richards s'était imposé dans la création musicale du groupe, Brian Jones avait perdu de son influence et vivait mal cette situation. L'abus de drogues et d'alcool, les diverses arrestations ainsi que le fait qu'Anita Pallenberg, son ancienne petite amie soit désormais dans les bras de Keith Richards n'avaient pas arrangé les choses et ses relations avec le reste du groupe. Les participations de Brian aux albums sont de plus en plus erratiques comme le montre une des séquences du film de Jean-Luc Godard réalisé en 1968, Sympathy for the Devil. Il a du mal à se concentrer et à jouer en studio, les techniciens du son allant jusqu'à le laisser interpréter un morceau tout en lui coupant son micro de manière à ne pas enregistrer de fausses notes sur la piste. Plus grave pour le groupe, ses problèmes judiciaires ne lui permettent plus de suivre le groupe en tournée, puisque les États-Unis ne lui délivreront pas de visa. Incapable d'assurer les enregistrements studio et les concerts, il est remplacé par Mick Taylor et se retire du groupe le 9 juin 1969. Quelques semaines plus tard, Brian Jones meurt le 3 juillet 1969, noyé dans sa piscine.

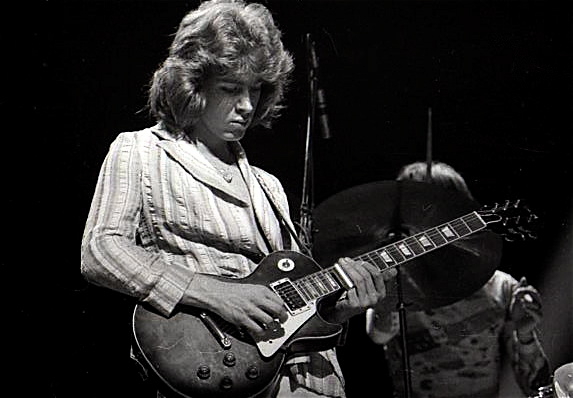
Mick Taylor en 1972.

Le grand retour à la scène date du 5 juillet 1969, lors du concert gratuit à Hyde Park, devant près de 500 000 personnes, le premier depuis deux ans et demi, pour l'intronisation du nouveau guitariste Mick Taylor, qui vient de chez John Mayall (qui a fait découvrir Eric Clapton et Peter Green). Pour rendre un hommage à Brian Jones, décédé 2 jours plus tôt, Mick Jagger lit à cette occasion un poème de Percy Bysshe Shelley : Adonais. Mick Taylor contribue à renforcer les racines blues des Rolling Stones et sa participation aux albums Exile on Main Street et Sticky Fingers marqueront le retour à des compositions et des productions plus épurées. Le concert d'Hyde Park est le prélude à une grande tournée aux Etats Unis, où ils n'ont plus joué depuis trois ans. La grande tournée qui contient vingt-trois dates et dix-sept villes, démarre le 1er novembre 1969. Le spectacle est très bien rodé et le groupe apparaît plus professionnel qu'il ne l'a jamais été. La tournée américaine de 1969 sera immortalisée par l'album en public Get Yer Ya-Ya's Out!, où les riffs de Keith Richards et les solos de Mick Taylor sont d'une efficacité redoutable.
L'album Let It Bleed, qui paraît en décembre 1969, est le dernier album auquel Brian a participé, même s'il ne s'agit que de deux morceaux. L'album se situe dans la lignée de Beggars Banquet. Il est aussi « violent » que l'album précédent avec des titres tels que Gimme Shelter, You Can't Always Get What You Want et surtout Midnight Rambler (qui évoque Albert DeSalvo, l'étrangleur de Boston et deviendra un classique sur scène). Le titre Let It Bleed (Que ça saigne !) est assez représentatif de ce qui s'est passé autour des Rolling Stones lors de l'année 1969, avec notamment la mort de Brian Jones et le concert meurtrier d'Altamont (voir plus bas).

#### Fin tragique de la décennie: Altamont, départ de Decca et perte du catalogue (décembre 1969 et 1970)
À la fin de l'année 1969 et durant l'année 1970, les Rolling Stones sont confrontés à deux évènements majeurs et tragiques qui vont changer leur histoire : le fiasco d'Altamont en décembre 1969 marquant la fin des années 1960 et la perte du catalogue de la décennie au moment où le groupe quitte le label Decca en 1970.
À l'issue de leur tournée américaine de 1969 qui marque leur grand retour aux États-Unis, et regrettant de n'avoir pu jouer au festival de Woodstock, les Stones décident de donner un concert-événement gratuit, le 6 décembre 1969. La préparation est catastrophique en raison de la difficulté à trouver un lieu pour le concert. D'abord envisagé à San José puis à San Francisco, c'est finalement le circuit d'Altamont qui est choisi. Le concert rassemble plus de 300 000 personnes. Au fil des prestations des groupes en première partie, de violentes bagarres éclatent, notamment entre les Hells Angels payés en bières par les Stones pour assurer la sécurité, et le public. La prestation des Stones est émaillée de nombreux incidents. Alors que le groupe joue Under My Thumb, un adolescent noir de 18 ans, Meredith Hunter, est poignardé à de multiples reprises par un Hells Angel, alors qu'il n'est qu'à quelques mètres de la scène et qu'il brandit une arme, qui ne sera jamais retrouvée. La scène est filmée et apparaît dans le documentaire Gimme Shelter. Ce mini-festival, qui fera quatre morts, marque la fin de l'utopie hippie et amène les Stones à être plus rigoureux dans l'organisation de leurs concerts.
Cet évènement, avec la séparation des Beatles l'année suivante, l'affaire Charles Manson, les morts en série d'artistes morts à 27 ans (« le club des 27 ») comme Brian Jones, marque aussi la fin des années 1960.
Mick Taylor apporte une certaine virtuosité à la musique du groupe. Avec la séparation des Beatles, les Rolling Stones se retrouvent au premier plan et peuvent prétendre au titre de « plus grand groupe de rock'n'roll » (titre officieux qu'ils s'étaient arrogés dès la tournée 1969).
En 1970, paraît le second album live du groupe, Get Yer Ya-Ya's Out!, considéré comme un des meilleurs albums live de l'histoire du rock. Ce sera le dernier disque du groupe chez Decca. Le contrat, qui arrive à son terme, n'est pas renouvelé et le groupe quitte officiellement Decca (à la limite de la banqueroute malgré ses très fortes ventes et ses tournées à guichets fermés) en février 1971 après la fin des sessions d'enregistrements du disque suivant. Les Rolling Stones se rendent en exil fiscal en France, la maison de disques n'ayant pas payé les impôts sur leurs droits d'auteurs. Trois semaines plus tard, les Stones se séparent de l'homme d'affaires Allen Klein après avoir découvert avec stupeur qu'ils ont perdu leurs masters et les droits d'édition de leur discographie jusqu'en 1970. Désormais, celle-ci est gérée par ABKCO, la société de Klein.

#### Nouveau départ et exil (1971-1972)

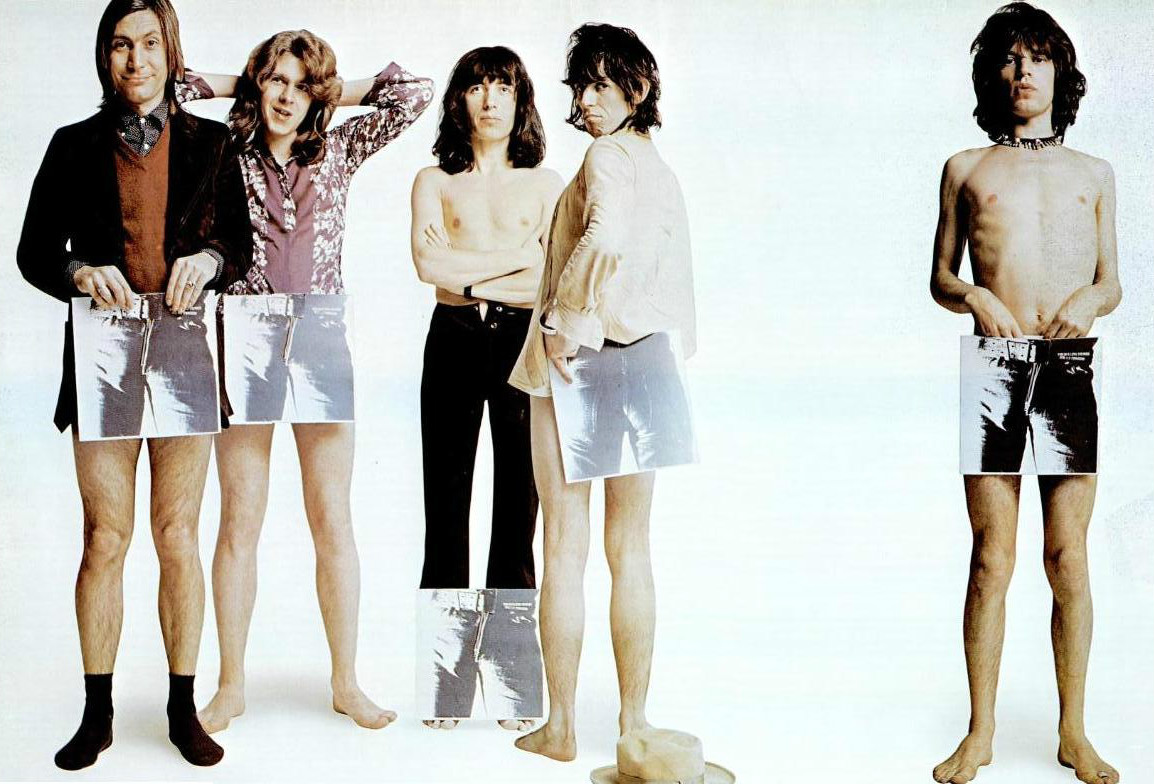
Les Rolling Stones lors de la promotion de l'album Sticky Fingers en 1971.

En 1971, les Rolling Stones sortent l'album Sticky Fingers avec la célèbre pochette fermeture-éclair, dessinée par Andy Warhol. C'est le premier disque à sortir sous leur label The Rolling Stones Record fondé à peine deux mois plus tôt. Les références au sexe et à la drogue sont explicites, les compositions sont excellentes (Brown Sugar, Wild Horses, Bitch, Sister Morphine, Dead Flowers). Mick Taylor apporte un nouveau souffle au groupe qui entame la même année une tournée d'adieu au Royaume-Uni. C'est en effet en France, sur la Côte d'Azur que le groupe pose ses valises pour échapper au fisc anglais. En 1972, le groupe sort son premier double album Exile on Main St. dont la plupart des titres sont enregistrés dans la villa Nellcote, à Villefranche-sur-Mer où réside Keith Richards, ainsi que dans la Bastide du Roy à Antibes où réside Mick Jagger et Bianca enceinte. De nombreux invités (Bobby Keys, Gram Parsons…) participent à l'album et aux interminables sessions d'enregistrement ponctuées par les injections d'héroïne, drogue à laquelle Keith s'adonne. L'album ne contient pas vraiment de hit majeur, sauf Tumbling Dice et Happy chanté par Keith Richards. La chanson Sweet Black Angel, est un hommage à Angela Davis, et le blues y est omniprésent. L'album n'est pas très bien accueilli par la critique, mais cette même critique le classera vingt ans plus tard parmi les dix meilleurs albums de tous les temps (Rolling Stone Magazine).
À la suite de l'album, les Stones se lancent dans une gigantesque tournée aux États-Unis où ils ne sont plus retournés depuis Altamont. La tournée (intitulé STP : Stone Touring Party, jeu de mots sur le STP qui est une amphétamine — le 2,5-Diméthoxy-4-méthylamphétamine) a son cortège de sexe, drogues, rock'n'roll et télévisions défenestrées par Richards et Bobby Keys dans un hôtel. Le film-documentaire Cocksucker Blues tourné par Robert Frank pendant la tournée nord américaine en témoigne mais ne sortira pas, car présentant une vision trop crue du groupe (drogues, groupies, destruction de chambres d'hôtel, scènes d'orgies dans un avion). Une polémique porte sur ce film, car différentes scènes auraient été mises en scène.

### Années sombres (1973-1989)

#### Derniers albums avec Mick Taylor (1973-1974)
En 1973, l'inspiration du groupe s'appauvrit, Keith Richards connaît des problèmes du fait de l'héroïne. La villa Nellcôte, devenue un repaire d'héroïnomanes (dont Anita Pallenberg), est surveillée par la police. En décembre 1972, la police trouve motif à inculper Keith Richards pour usage et trafic de drogue. Si le guitariste a le temps de quitter les lieux, il est déclaré persona non grata sur le territoire français, ce qui y prive le groupe de tout concert pour plusieurs années. L'album qui sort en 1973, Goats Head Soup, enregistré en Jamaïque, compte un succès commercial avec Angie. Pour la tournée européenne qui promeut l'album, du fait de leurs démêlés judiciaires en France, les Rolling Stones et la radio RTL affrètent un train spécial pour un concert exceptionnel donné à Bruxelles. Le bootleg Brussels Affairs en reflète le son, notamment les prestations de Mick Taylor, et sera officiellement publié en 2011 dans la série From the Vault dans son intégralité.
En 1974 sort l'album It's Only Rock 'n Roll, premier album produit sous le vocable Glimmer Twins, surnom du duo Jagger - Richards. L'album ouvre sur le titre If You Can't Rock Me avec Keith Richards à la basse, suivi de Ain't Too Proud To Beg, reprise des Temptations. Dans Time Waits For No One, Mick Taylor opère un solo inspiré. Fingerprint File, d'obédience soul, fait référence aux exactions du FBI et des dictatures sud-américaines.

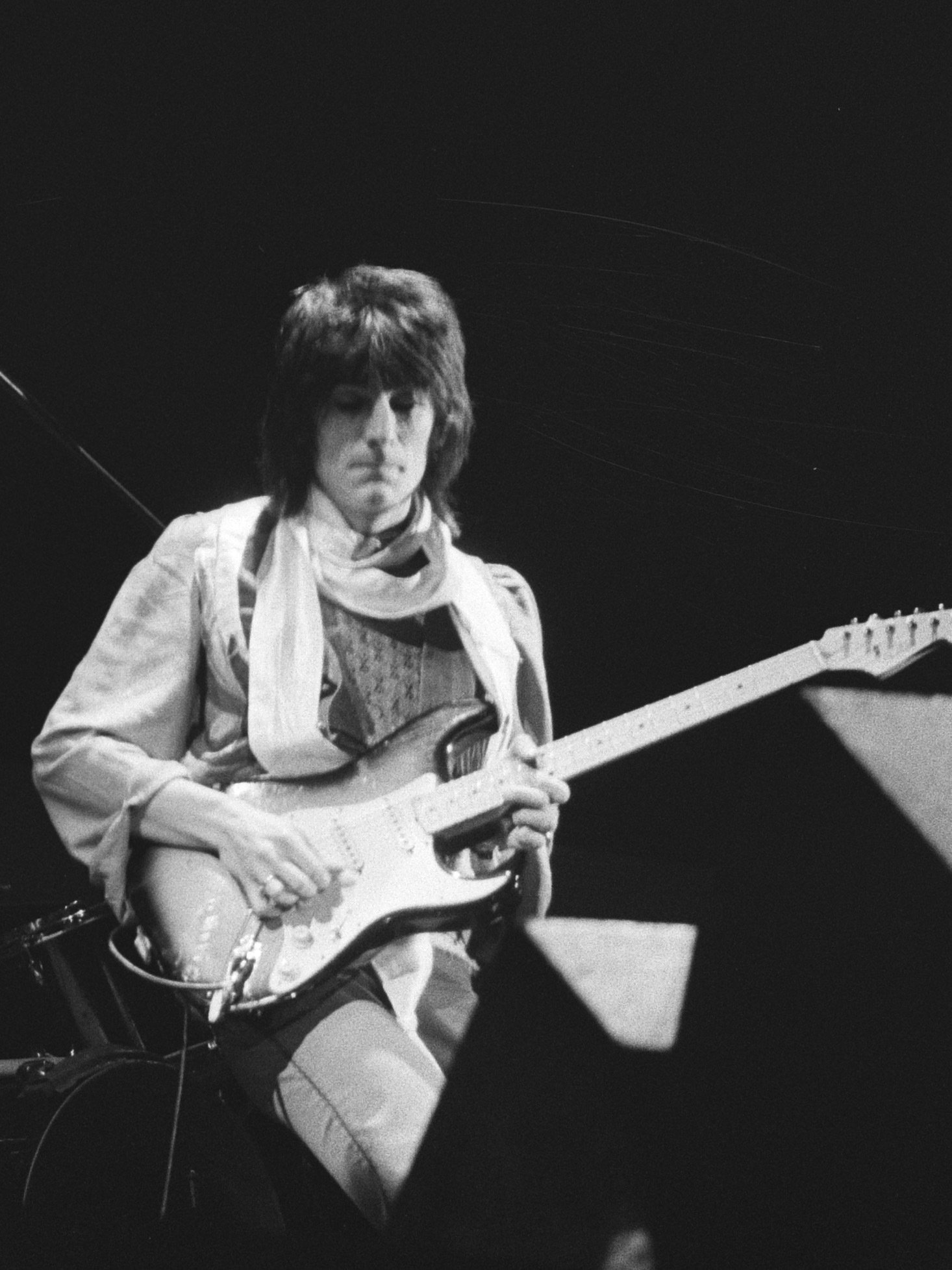
Ron Wood en 1976.

À la surprise de tous, Mick Taylor quitte les Stones après l'album It's Only Rock 'N Roll en décembre 1974. Il sera remplacé en 1975 par Ron Wood, issu des Faces et ayant travaillé avec Rod Stewart et Jeff Beck (en tant que bassiste). De nombreuses rumeurs ont circulé à propos du départ de Taylor (qui ne s'est jamais expliqué clairement sur ses raisons). La raison la plus répandue est qu'il en avait marre de ne pas être crédité pour son apport sur certains morceaux. Il semblerait aussi qu'il avait du mal à se sentir réellement intégré au groupe et que sa dépendance de l'héroïne a joué aussi dans sa décision de s'éloigner des Stones.

#### Arrivée de Ron Wood et déchéance de Keith Richards (1976-1977)
Avec le départ de Mick Taylor et l'arrivée de Ron Wood, le groupe perd un virtuose mais gagne un guitariste qui correspond plus à leur image (très sex, drugs and rock'n'roll). De plus, l'arrivée de Ron Wood permet un retour au guitar weaving, cette technique particulière qui entremêle les deux guitares (sans distinction entre le guitariste soliste et le guitariste rythmique, chacun alternant ce rôle) qui était la marque de fabrique des Stones du temps où Brian Jones et Keith Richards jouaient ensemble. La technique de Mick Taylor l'avait imposé comme soliste et contraint Richards à se contenter de la rythmique. Dans le monumental livre Rolling Stones, Ron Wood explique s'être longtemps senti le « petit nouveau », et pas Stone à part entière (à juste titre puisque jusqu'en 1993, il ne sera qu'un salarié du groupe avant d'être intégré comme membre à part entière). Les choses changeront pendant la durable brouille de 1988 entre Mick Jagger et Keith Richards, qui enregistreront alors en solo ; se disant qu'après tout il a alors davantage d'ancienneté que n'importe quel membre ayant quitté les Stones, il prend sur lui d'amener Jagger et Richards à la réconciliation. Celle-ci se concrétisera par l'album Steel Wheels en 1989.

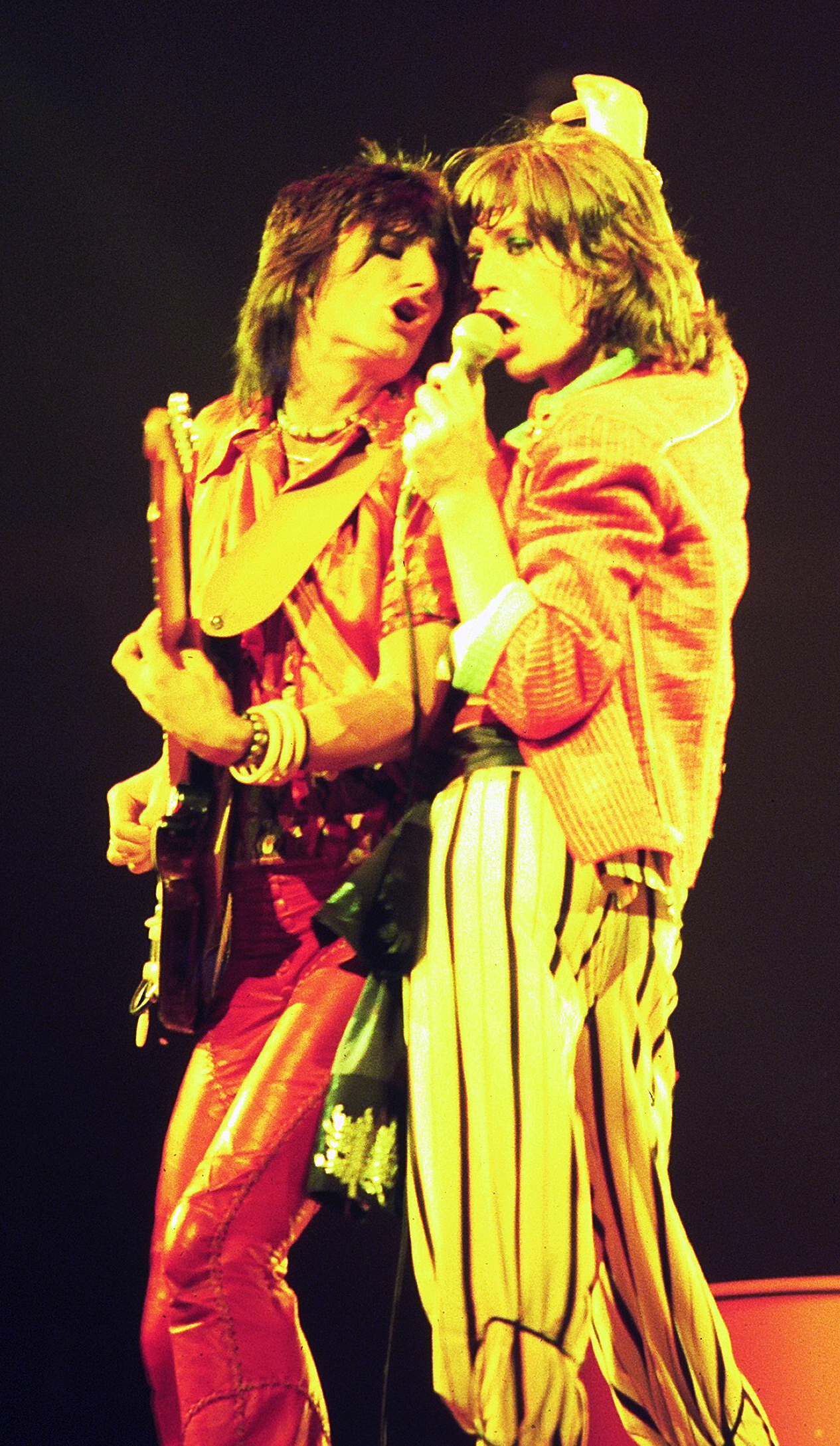
Ron Wood et Mick Jagger à Chicago en 1975.

L'arrivée de Ron Wood est salutaire pour le groupe par sa capacité à soutenir en studio et sur scène les errances de Keith Richards, qui a du mal à assurer sa place en raison de sa dépendance grandissante de l'héroïne, sa contribution aux albums devenant de plus en plus erratique et même sur scène, il a du mal à tenir son rôle. Lors d'une tournée européenne, en Allemagne, en 1976, Keith Richards, abruti par les drogues, s'évanouit sur scène à Francfort puis quelques jours plus tard, s'endort littéralement pendant un morceau à Münster. Si Mick Jagger réussit à maintenir le groupe à flots, Keith Richards est aux abonnés absents.
Les années 1970 seront une période trouble pour Keith Richards à qui les médias attribuent le titre peu envié de « l'être humain le plus élégamment dévasté ». Outre ses addictions, il est aussi affecté par la mort de ses proches : son fils Tara meurt âgé de dix semaines en 1976, son grand ami Gram Parsons en 1973. Ses diverses arrestations comme en Arkansas en 1975 ou à Toronto en 1977 et les interdictions de séjour qui en découlent mettent en péril l'avenir du groupe et l'obligent à constamment déménager (France, Suisse, Jamaïque). Il y a aussi les doutes musicaux. La fin des années 1970 voit apparaître des musiques nouvelles comme le punk ou la disco, qui donnent un coup de vieux à des groupes comme les Rolling Stones. Joe Strummer, guitariste du Clash déclare : « En 1977, plus d'Elvis, plus de Beatles, plus de Rolling Stones ! » pour signifier sa défiance à l'égard de musiques qui selon lui, appartiennent au passé.
L'arrestation de Keith Richards à Toronto en 1977, (il risque sept ans de prison), met le groupe en péril et jette le doute sur la pérennité de sa présence au sein des Stones. Il est sauvé in extremis de la prison par une fan aveugle — (en)Blind angel comme l'a surnommée Keith — qui convainc le juge d'infliger au groupe la peine de donner un concert pour lever des fonds pour la cause des aveugles. Keith Richards reconnaîtra plus tard qu'elle lui a probablement sauvé la vie. Cet événement incite le guitariste à se débarrasser de sa dépendance de l'héroïne. Peu à peu, Keith Richards se défait de ses addictions, en même temps qu'il se défait de la présence de sa compagne, Anita Pallenberg, héroïnomane comme lui.
Malgré la défiance du punk, les albums des Stones entre 1974 et 1981 atteignent à chaque fois la première place des ventes. It's Only Rock 'N Roll (1974), Black and Blue (1976), Some Girls (1978), Emotional Rescue (1979) et Tattoo You (1981) sont tous numéro un des ventes. Le groupe s'essaie à des musiques nouvelles qui collent à leur époque comme le funk (Hot Stuff sur l'album Black and Blue), le reggae (Cherry O Baby) ou le jazz (Melody).
Les concerts sont de plus en plus gigantesques et importants par les foules qu'ils attirent, les lieux où ils se déroulent et les moyens qu'ils nécessitent. L'attraction de la tournée 1975 est un pénis gonflable de six mètres. C'est surtout grâce à Mick Jagger que le groupe arrive à se maintenir dans la décennie malgré la concurrence du punk ou de la disco. De l'aveu de Keith Richards, c'est Mick qui s'est occupé des affaires du groupe aussi bien sur le plan artistique que sur le plan économique. L'album Love You Live sorti en 1977 est un bon témoin de ces tournées de plus en plus grandes.

#### Nouveau sommet commercial (1978-1982)
En 1978, le groupe retrouve le succès avec Some Girls, qui propose des chansons répondant à la vague punk (When The Whip Comes Down, Lies, Respectable) et disco avec le tube Miss You. S'il est aujourd'hui son album le plus vendu, le groupe réussit encore à s'attirer les foudres des bien-pensants notamment à cause des paroles et de la pochette du disque jugées sexistes. Durant l'enregistrement de l'album fin 1977 à Pathé Marconi à Paris, les Rolling Stones côtoient le groupe de rock français Téléphone qui répète les chansons du premier album dans la pièce d'à côté. Pour l'occasion, Mick Jagger dira aux membres de Téléphone qu'un groupe avec une fille (en l'occurrence la bassiste du groupe) ne marchera pas longtemps (Téléphone se séparera en 1986). Par la suite, Les Rolling Stones se lancent dans une nouvelle tournée américaine en jouant dans des stades pouvant contenir plus de 80 000 personnes et ils sont les premiers à le faire.
Après la tournée, le groupe enregistre l'album Emotional Rescue qui sort en milieu d'année 1980. Le titre de l'album fait référence à Keith Richards qui a réussi à s'en sortir avec ses problèmes de drogue. Pendant les sessions d'enregistrement de l'album en 1979, les premières dissensions entre Keith Richards et Mick Jagger apparaissent. Le guitariste veut faire une tournée à l'été ou à l'automne 1980 pour promouvoir le nouvel album, mais Mick Jagger refuse. Emotional Rescue a atteint le sommet des charts des deux côtés de l'Atlantique et la chanson titre a atteint la troisième place aux États-Unis.
Au début de 1981, le groupe se réunit à nouveau et décide de se lancer dans une nouvelle une tournée aux États-Unis cette année-là, laissant peu de temps pour réaliser un nouvel album, ainsi que pour répéter pour la tournée. Avec l'aide de leur ingénieur du son de leurs derniers albums (depuis 1978) Chris Kimsey, le groupe ressort des tiroirs les chansons non retenues pour les derniers disques depuis 1973, sur lesquels des overdubs sont effectués. Il en résulte l'album Tattoo You qui sort cette année-là, avec les tubes Start Me Up (qui atteint la deuxième place aux Etats-Unis) et Waiting On A Friend. Le nouvel album se retrouve à nouveau dans les sommets des classements des deux côtés de l'Atlantique (deuxième au Royaume-Uni et premier aux Etats-Unis).

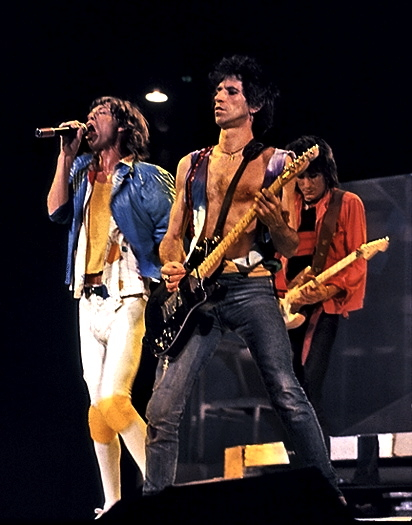
The Rolling Stones en concert en décembre 1981.

La tournée américaine de 1981 est la plus longue et la plus couteuse de l'histoire du groupe à ce jour[Quand ?], mais aussi la plus lucrative de l'année. Elle comprend un concert au Checkerboard Lounge de Chicago avec Muddy Waters, dont c'est l'un de ses derniers concerts avant sa mort en 1983. Certains concerts sont enregistrés, aboutissant à l'album live Still Life: American Concert 1981 en 1982 qui rencontre un important succès (4e au Royaume-Uni et 5e aux Etats-Unis) et le documentaire Rolling Stones (ou Let's Spend the Night Together) de Hal Ashby en 1983 qui reprend les concerts au Sun Devil Stadium à Tempe, Arizona et au Brendan Byrne Arena dans les Meadowlands, New Jersey.
Au milieu de l'année 1982, les Rolling Stones fêtent leurs vingt ans de carrière en se lançant dans une tournée européenne, la première en six ans, qui reprend le même format que la tournée américaine. Le groupe est rejoint par l'ancien claviériste de l'Allman Brothers Band, Chuck Leavell, qui continue à ce jour[Quand ?] de faire partie des accompagnateurs du groupe sur les tournées et en studio.

#### Mick Jagger contre Keith Richards (1983-1988)

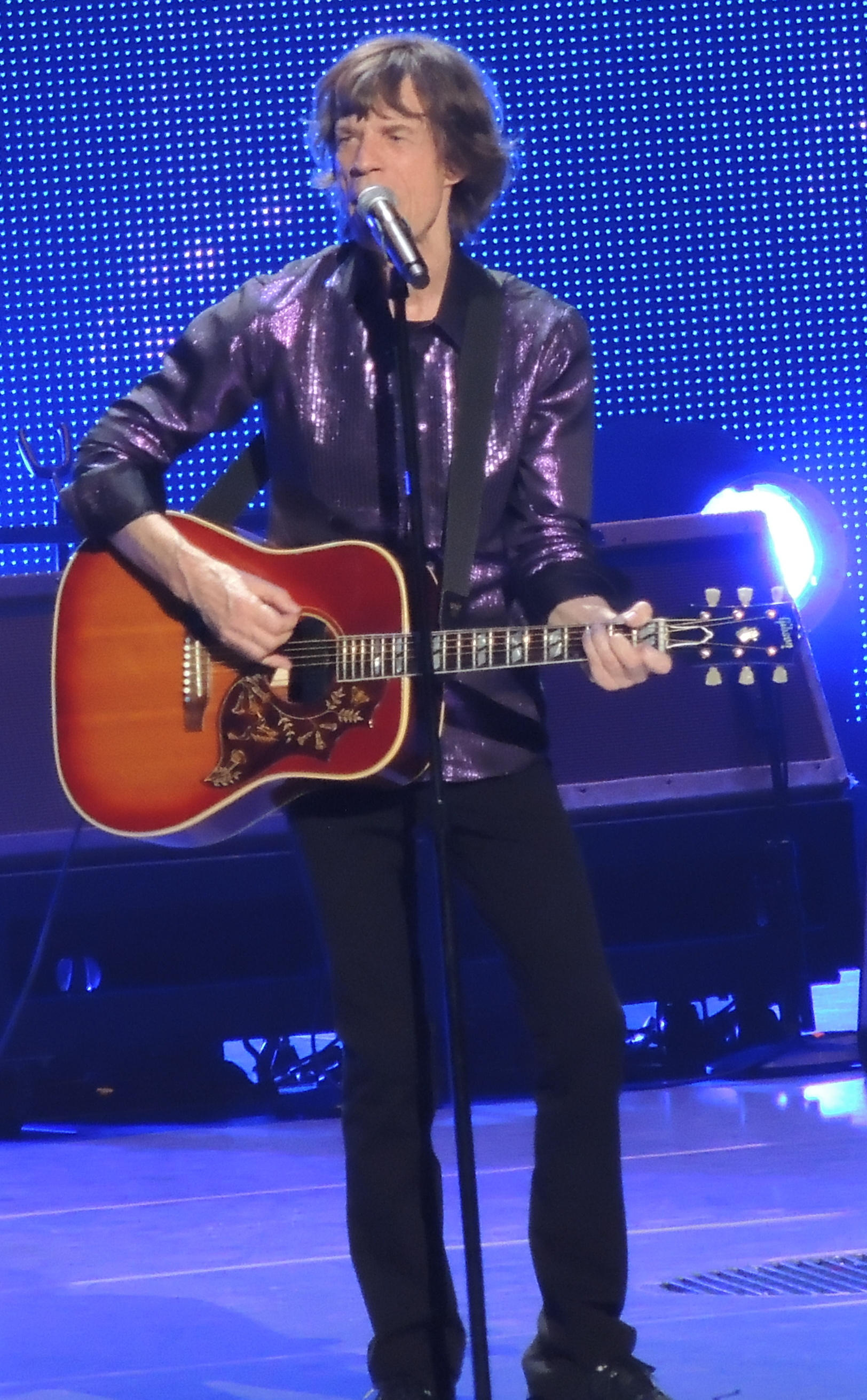
Mick Jagger en 2012.

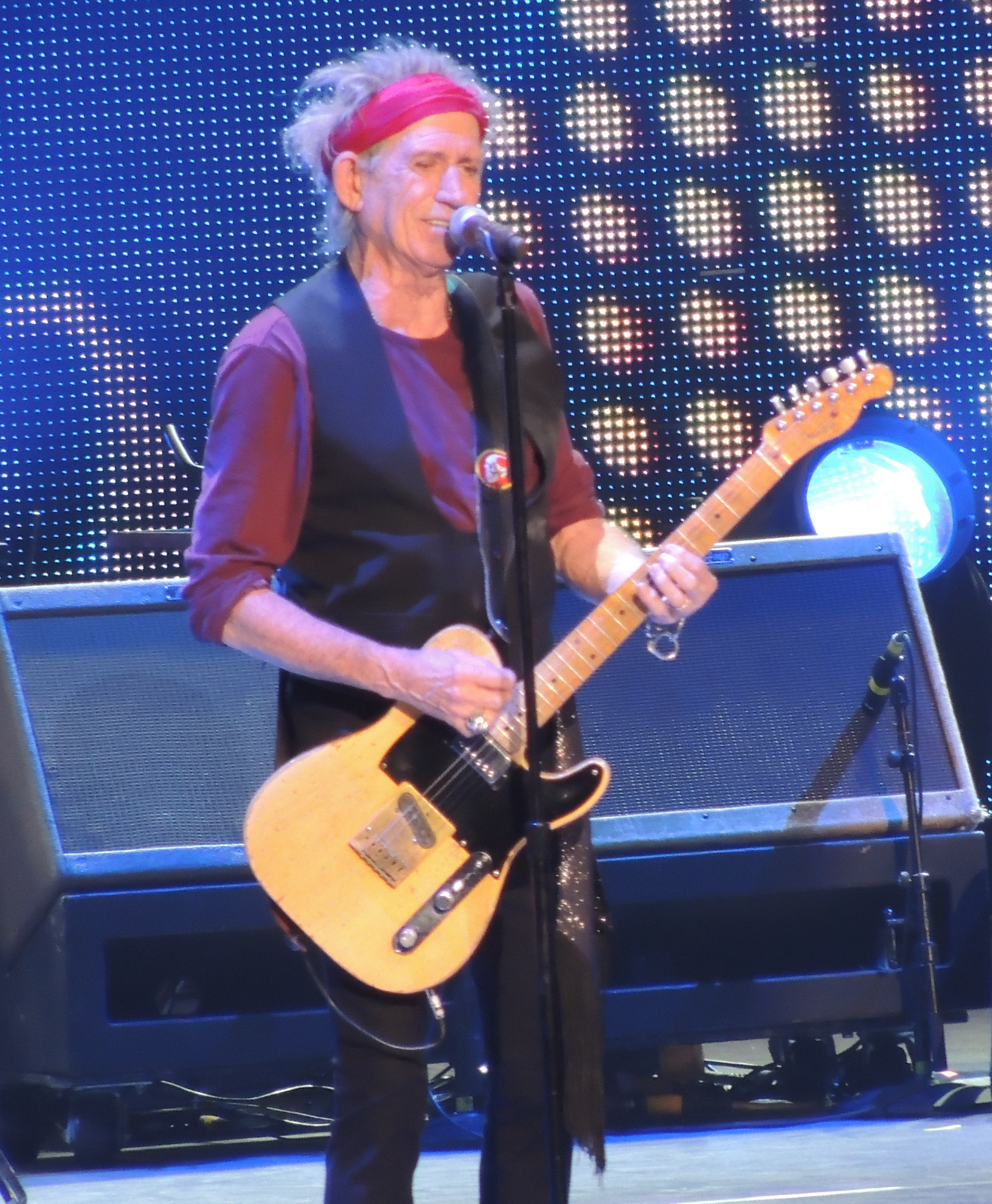
Keith Richard en 2012.

Le retour aux affaires de Keith est pourtant le début de nouveaux problèmes pour le groupe. Selon Keith Richards, Mick Jagger avait pris la tête du groupe dans les années 1970, lorsque lui-même était dépendant de l'héroïne, et maintenant que le guitariste allait mieux, il n'était plus disposé à partager ce pouvoir. Les premiers problèmes apparaissent lors de l'enregistrement d'Emotional Rescue, en 1979 et culmineront avec la sortie de Dirty Work en 1986.
En août 1983, le contrat de distribution avec Atlantic touchant à sa fin, les Stones signent un nouveau contrat d'enregistrement de quatre albums avec un nouveau label, CBS Records, pour un montant de 28 millions de dollars, alors le plus gros contrat d'enregistrement de l'histoire,. Cet évènement ajoute à la discorde car aucun des membres n'a été averti qu'il concerne non seulement les prochains albums, mais aussi trois albums solos de Mick Jagger, dont le premier doit sortir avant les albums du groupe.
En fin d'année 1983, le groupe publie l'album Undercover, le dernier album distribué par Atlantic Records aux Etats-Unis (avant la reprise de la distribution du catalogue par CBS). Malgré de bonnes critiques et le succès de la chanson Undercover of the Night qui atteint le top 10, le disque se vend en deçà des attentes (bien qu'il atteint la troisième place au Royaume-Uni et la quatrième place aux Etats-Unis) et il n'y a pas de tournée de promotion.
Mick Jagger semble de plus en plus tenté par une carrière solo. Après la sortie de l'album Undercover, Mick Jagger informe ses camarades qu'il va se concentrer sur sa carrière solo en enregistrant son premier album solo (She's the Boss) de mai à novembre 1984 pour une parution l'année suivante et collabore avec Michael Jackson pour State of Shock en 1984. Les velléités de carrière solo de Mick provoquent l'ire de Keith Richards qui déclare même en 1986 : « Si Mick fait une tournée sans nous, je lui coupe la gorge ».
À ce moment-là, le sommet des problèmes est atteint en 1985 et 1986 avec l'album Dirty Work, sur lequel Bill Wyman et Charlie Watts jouent volontiers les absents : Bill commence à fréquenter Mandy Smith, 14 ans, et Charlie doit soigner son alcoolisme, tandis que Mick Jagger est plus concentré sur sa carrière solo que celle au sein du groupe. Ainsi, les implications de Keith et Ronnie sont plus importantes sur cet album. Le 13 juillet 1985, alors que le groupe est sollicité pour participer au Live Aid, seuls trois membres participent, séparément, en raison des tensions, et Mick Jagger y interprète Dancing in the Streets avec David Bowie. C'était l'une des premières performances solo de Jagger en concert, et la chanson a atteint la première place de classement au Royaume-Uni et septième aux États-Unis.
En décembre 1985, alors que le groupe vient de terminer l'album Dirty Work, Ian Stewart meurt d'une crise cardiaque.Les Rolling Stones lui rendent hommage sur l'album et donnent un concert hommage privé au 100 Club de Londres en février 1986. Deux jours plus tard, ils reçoivent un Grammy du couronnement d'une carrière. Dirty Work sort en mars 1986 avec des critiques mitigées, mais continue à bien se classer malgré tout, atteignant la quatrième place au Royaume-Uni et aux Etats-Unis. C'est le premier album des Stones pour CBS avec un producteur extérieur, Steve Lillywhite, et comporte plusieurs invités qui ont contribué à l'enregistrement dont Tom Waits, Jimmy Cliff, Jimmy Page et Bobby Womack. Le titre de l'album est un clin d'œil aux fans, qui connaissent les difficultés du groupe.
En raison des nombreuses tensions, aucune tournée ne suivra la sortie de l'album. Mick Jagger annonce qu'il ne jouera plus jamais avec eux pour se concentrer excusivement sur sa carrière solo et se lance dans une tournée en solo où il interprète des chansons des Stones,. Ainsi, l'avenir du groupe est désormais plus qu'incertain. Mais le second album solo de Mick, Primitive Cool, en 1987 ne connait qu'un succès modéré en deçà des attentes (26e a Royaume-Uni et 41e aux Etats-Unis). Les autres membres du groupe se lancent également dans de nouveaux projets chacun de son côté. Charlie Watts joue du jazz avec son Charlie Watts Orchestra, et Bill Wyman s'investit dans la production via le projet AIMS (Ambition, Idées, Motivation, Succès). Selon Wyman, Mick est le responsable des problèmes des Stones parce qu'il a décidé de « faire son propre truc tout seul sans le groupe ».
De son côté, Keith Richards forme son propre groupe les X-Pensive Winos avec qui il enregistre son premier album Talk Is Cheap. A sa sortie en 1988, Talk Is Cheap est une petit succès en se classant à la 37e place au Royaume-Uni et 24e aux Etats-Unis où il est certifié disque d'or et est bien accueilli par les critiques et le public. Richards qualifie par la suite cette période de la fin des années 80, lorsque les deux enregistrent des albums solo sans aucune réunion évidente des Stones en vue, de "Troisième Guerre mondiale",. L'année suivante, 25x5: The Continuing Adventures of the Rolling Stones, un documentaire couvrant la carrière du groupe, sort pour leur 25e anniversaire.

### L'éternel retour (1989-2009)

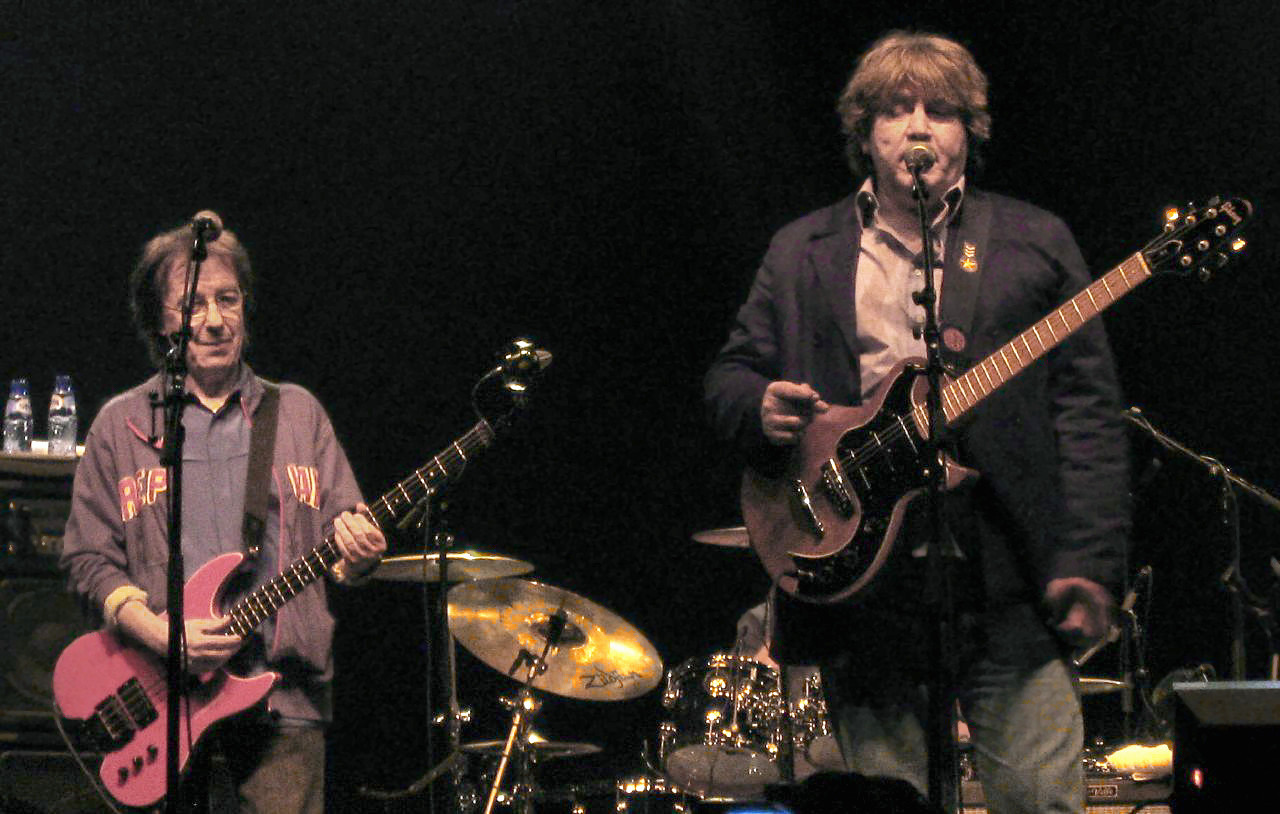
Bill Wyman (bassiste de 1962 à 1993) & Mick Taylor (guitariste de 1969 à 1974) en 2008.

#### Un nouvel album inattendu et une tournée des records (1989-1991)
En janvier 1989, lors de l'intronisation du groupe au Rock and Roll Hall of Fame à Cleveland, aux États-Unis, les deux Glimmer Twins s'évitent. Ils finiront quand même par se parler et décideront de se revoir au cas où l'« alchimie » fonctionnerait de nouveau.
Ils synchronisent finalement leurs agendas et se retrouvent en mars 1989 à la Barbade. Ils signent un lucratif contrat avec CPI (Concert Production International) pour une tournée de cinquante concerts en Amérique du Nord, contre un cachet de 65 à 70 millions de dollars. Il s'agit à l'époque, du plus lucratif contrat de l'histoire du rock. À l'été 1989, les Rolling Stones se rendent à Tanger, au Maroc pour enregistrer Continental Drift avec les Master Musicians of Jajouka (dont la collaboration avec Brian Jones vingt ans plus tôt leur a apporté la visibilité internationale) dirigé par Bachir Attar, pour l'album Steel Wheels. Le groupe se rend ensuite à Montserrat au studio Air pour enregistrer Steel Wheels qui sortira en août 1989. Une forme de renaissance viendra avec cet album, qui verra les Stones, à nouveau soudés, retrouver l'inspiration et l'envie de jouer ensemble. La tournée nommée elle aussi Steel Wheels, la première du groupe depuis sept ans, débute le 31 août 1989 et finit le 19 décembre. Elle se poursuit l'année suivante au Japon puis en Europe, sous le nom d'Urban Jungle Tour. Au total la tournée rapportera 270 millions de dollars, un record pour l'époque.
Entretemps, le groupe publie un nouvel album live, Flashpoint, en avril 1991, sur lequel on retrouve deux chansons inédites, les dernières enregistrées avec Bill Wyman en janvier 1991 : Sex Drive et Highwire. Cette dernière sortie en single arrive en tête de classement aux États-Unis en pleine Guerre du Golfe qui y est évoquée. À la fin de la tournée, le groupe se met au repos le temps que les membres se consacrent à leurs carrières solos.

#### Années 1990: départ de Bill Wyman, deux nouveaux albums et tournées planétaires

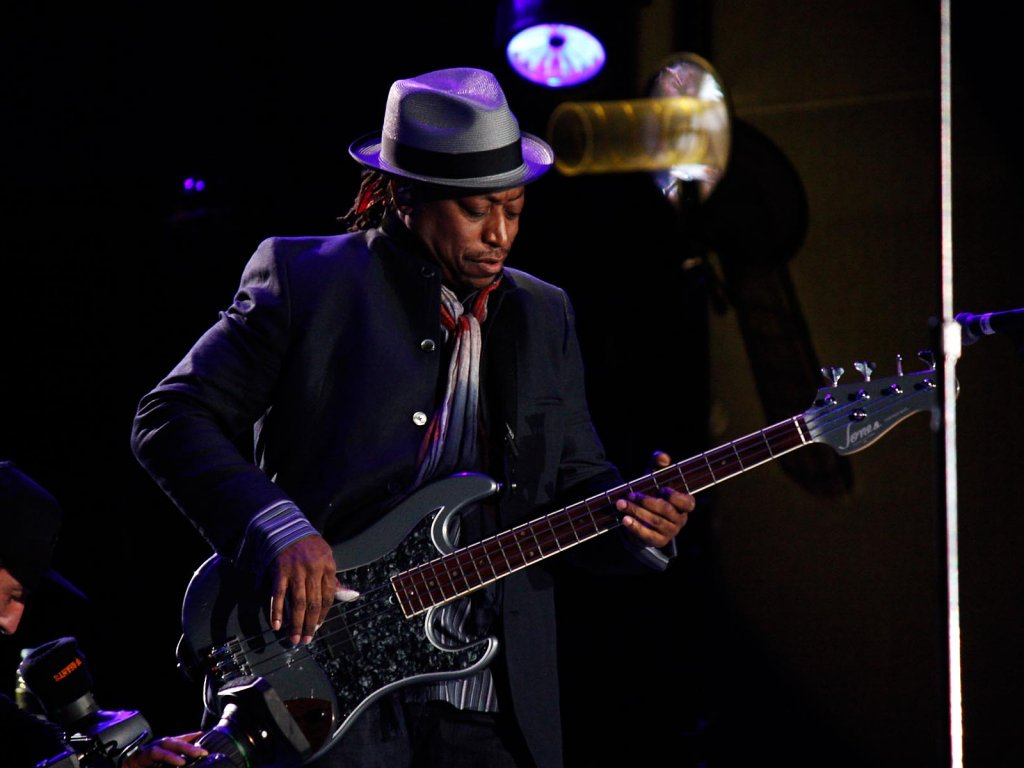
Le bassiste Darryl Jones (ici en 2014) remplace Bill Wyman de façon non officielle en qualité d'accompagnateur.

Le 19 novembre 1991, le groupe signe chez Virgin Records un contrat de 44 millions de dollars pour trois albums. Bill Wyman refuse de le signer car il a décidé d'arrêter la musique pour passer à autre chose, se consacrer à d'autres passions. Les autres membres acceptant la décision avec tristesse décident de ne pas dévoiler immédiatement cette information au public. Visiblement lassé de ne pas être crédité pour ses contributions, et peut-être aussi des tournées incessantes dans les stades ou bien aussi par son avance en âge sur les autres, son départ est officialisé le 6 janvier 1993 pour prendre sa retraite. Il forme les Rhythm Kings, groupe comprenant des musiciens de studio, tous de ses amis, comme Peter Frampton, Albert Lee ou Gary Brooker, et enregistre plusieurs albums aux consonances blues et jazz. Il est remplacé par Darryl Jones, choisi par Charlie Watts, qui amène une basse encore plus pesante que Bill Wyman et qui sied bien au son des Stones ; Darryl Jones n'aura jamais le statut de membre officiel et ne sera pas présent sur les photos publicitaires des Stones, bien qu'il soit très apprécié des membres du groupe.

En 1993, après le départ officiel de Wyman et la publication de la compilation Jump Back par Virgin (regroupant les meilleures chansons de 1971 à 1989), le groupe se remet au travail pour réaliser l'album Voodoo Lounge. L'enregistrement se déroule principalement en Irlande avec Don Was comme producteur qui est très apprécié par les membres pour son travail et sa diplomatie (surtout entre les idées de Mick Jagger et celles de Keith Richards). À sa sortie en 1994, l'album encore plus roots que Steel Wheels, rencontre le succès commercial et critique et donne l'impression une fois de plus que les Stones sont de retour. Le groupe remporte donc le Grammy Award du meilleur album rock.

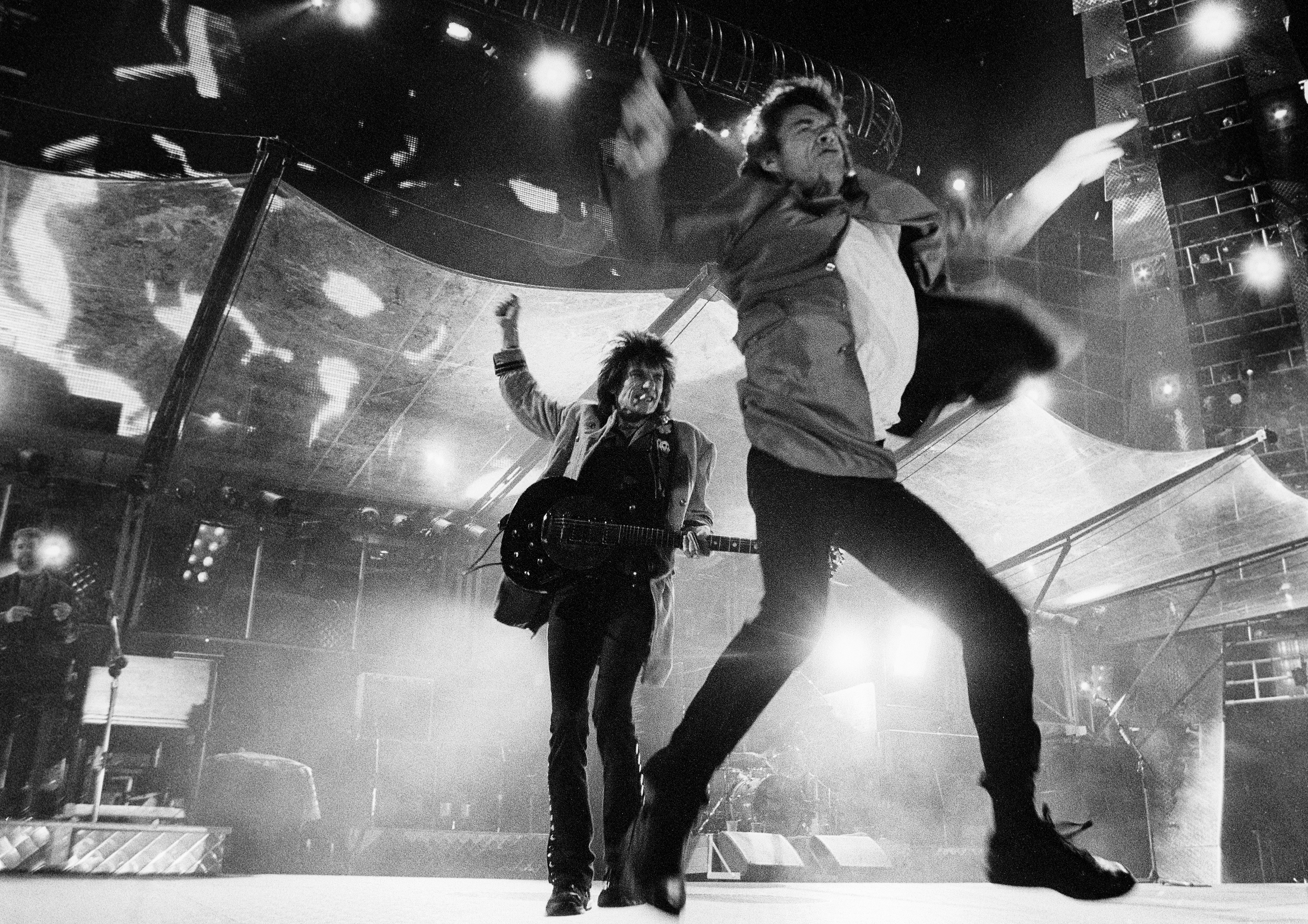
The Rolling Stones durant le Voodoo Lounge Tour, à Zeltweg, Autriche. Août 1995.

Si les tournées se font dans des grands stades et deviennent un vrai business industriel, Keith insiste pour pouvoir toujours jouer également dans de petites salles, plus ou moins officiellement, usant parfois de pseudonymes pour le groupe, afin de rester près de ses fans. En 1995 pendant la tournée Voodoo Lounge (qui sera retracée près de 25 ans plus tard dans l'album live Voodoo Lounge Uncut), alors que l'émission MTV Unplugged est un succès grâce aux récentes performances d'Eric Clapton (album Unplugged en 1992) et de Nirvana (MTV Unplugged in New York en 1994), le groupe veut tenter l’expérience du live acoustique et sort Stripped. Elle comprend des titres joués à l'Olympia de Paris et au Paradiso Club d'Amsterdam, plus quelques titres en studio au Japon dans le cadre de répétitions. Toutes ces chansons sont jouées en acoustique comme dans l'émission MTV Unplugged. L'album reçoit un accueil critique mitigé. Une nouvelle version de l'album ne comportant que les chansons live paraîtra en 2016 sous le nom de Totally Stripped.

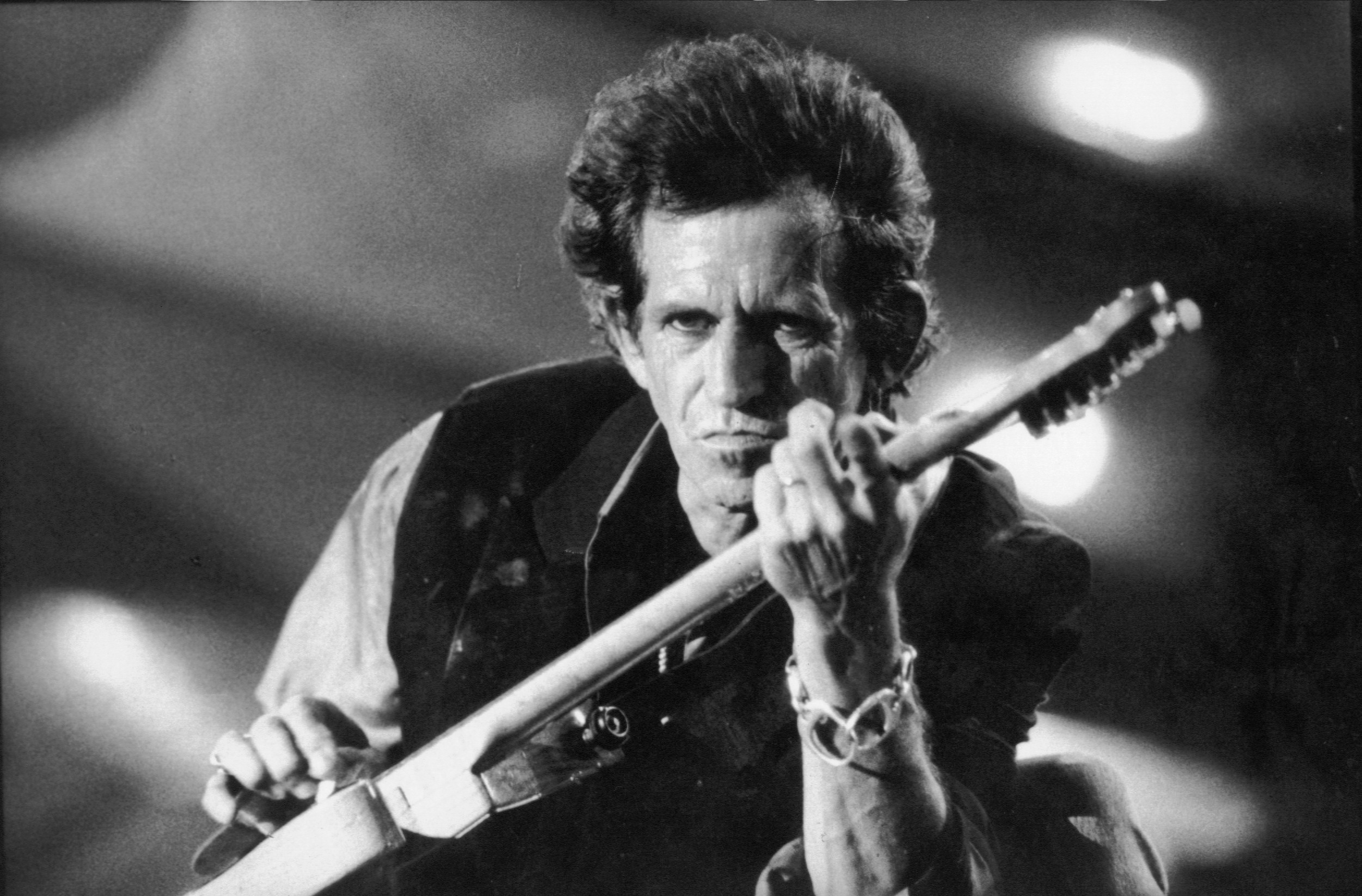
Keith Richards sur la tournée Voodoo Lounge en 1995.

Les Stones sortent un nouvel album en 1997 (Bridges to Babylon), marqué par la volonté de s'inscrire dans l'air du temps (production des The Dust Brothers, basse de Meshell Ndegeocello, cosignature à l'amiable du premier single avec k.d. lang) tout en gardant le son traditionnel. Pourtant, le groupe connait de nouvelles tensions au cours de son enregistrement dues aux nouvelles divergences artistiques entre les deux leaders qui ont travaillé chacun de son côté, Mick ayant fait appel à une succession de producteurs pour moderniser le son, tandis que Keith veut rester dans des sonorités traditionnelles. Heureusement ces tensions disparaissent après l'enregistrement et l'album rencontre à nouveau le succès à sa sortie. Cet album donne l'occasion d'une nouvelle tournée mondiale, qui durera de septembre 1997 à septembre 1998, pour reprendre de janvier à juin 1999. Durant la tournée, le groupe sera le premier artiste à se produire au Stade de France le 25 juillet 1998 où il est accompagné de l'ancien Téléphone Jean-Louis Aubert en première partie. Entre-temps, le groupe réalise le clip du titre vedette Anybody Seen My Baby? en mettant en scène Angelina Jolie.

#### Compilation et tournée des 40 ans (2002-2004)
En 2002, le groupe publie pour les 40 ans la double compilation Forty Licks comportant sur le premier disque leurs chansons appartenant à ABKCO (années 1960) et le second ceux de 1971 à 2002 avec quatre inédits, dont le tube Don't Stop. Cette sortie sera suivie d'une nouvelle tournée mondiale.
Pour fêter leurs quarante années de carrière, les Rolling Stones repartent en tournée mondiale en 2002-2003. Le groupe n'a pas d'album à promouvoir cette fois, sinon une compilation qui comporte quatre titres inédits, Forty Licks. Elle contient sur le premier disque leurs chansons appartenant à ABKCO (années 1960) et le second ceux de 1971 à 2002 avec quatre inédits, dont le tube Don't Stop et Losing My Touch chanté par Keith. Pour cette tournée ils répètent plus de quatre-vingts chansons tirées de l'ensemble de leur répertoire (notamment des chansons jamais jouées sur scène comme Can't You Hear Me Knockin'). Ils en profiteront aussi pour écumer un grand nombre de petites salles, dont de nouveau l'Olympia de Paris. La tournée est remarquée pour sa vigueur, le plaisir qu'ils ont à jouer ensemble, le son et l'énergie. Elle sera l'occasion du premier DVD des Rolling Stones, Four Flicks, qui reprend trois concerts (à New York au Madison Square Garden, à Paris à l'Olympia et au Stade de Twickenham) et plus de quarante chansons.

#### A Bigger Bang(2005-2008)

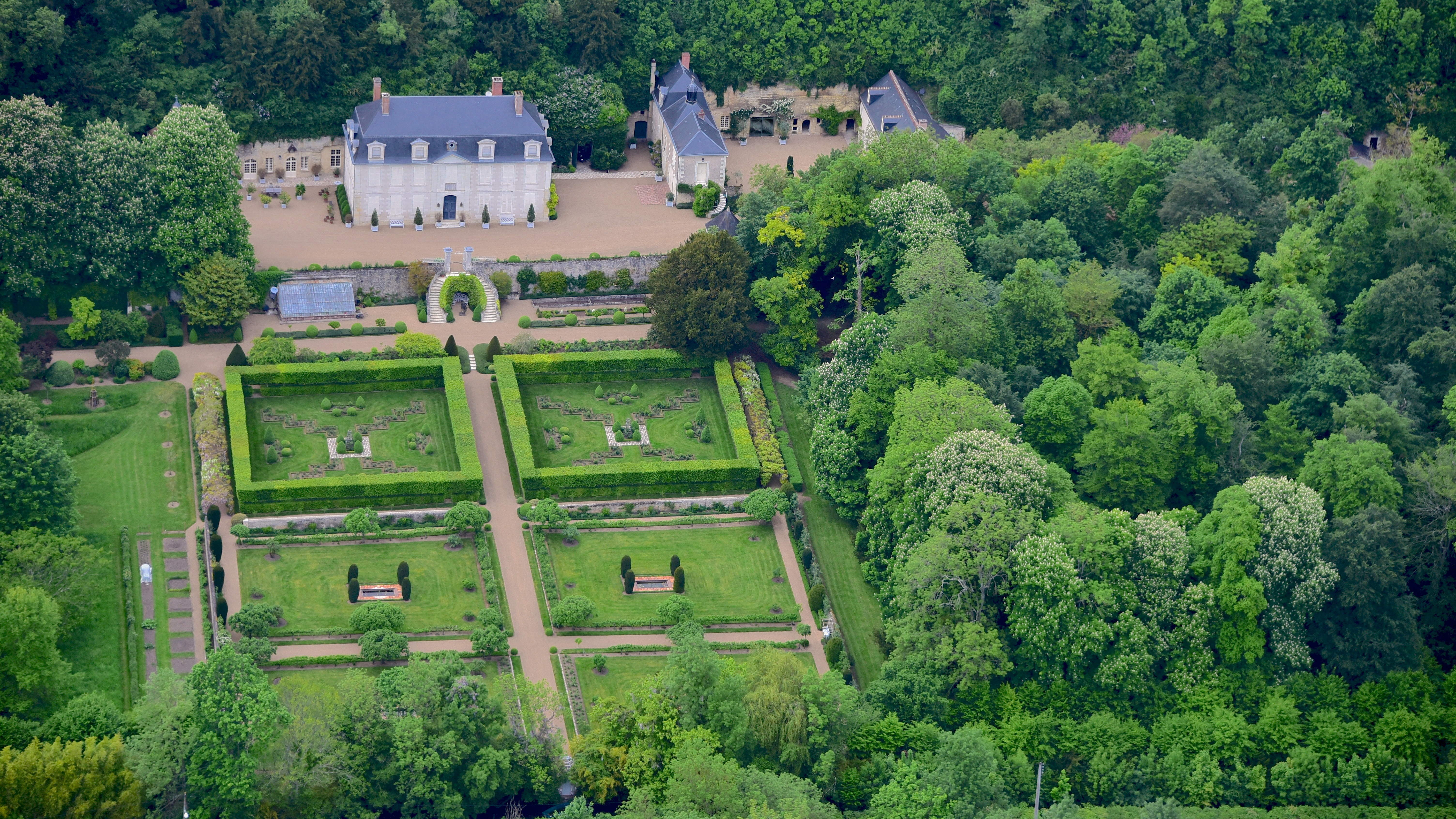
Les sessions d'enregistrements de l'album A Bigger Bang se sont déroulées chez Mick Jagger au château de Fourchette en Indre-et-Loire.

En 2004, après la fin de la tournée Forty Licks qui marque les 40 ans des Rolling Stones, le batteur Charlie Watts annule sa tournée avec son groupe de jazz en juin, car il est atteint d'un cancer de la gorge et commence déjà les soins, bien avant l'annonce officielle deux mois plus tard le 14 août. La presse s’interroge si le groupe doit continuer sans lui. En attendant, Keith Richards et Sir Mick Jagger (élevé au rang de chevalier en 2003) se retrouvent au domaine de celui-ci, le château de Fourchette pour écrire de nouvelles chansons. De plus, le groupe doit également se passer du guitariste Ronnie Wood parti en cure de désintoxication pendant un an.
En attendant l'issue de la maladie du batteur, Mick Jagger et Keith Richards participent à la cérémonie du Rock and Roll Hall of Fame le 15 mars 2005 pour y faire entrer Jann S. Wenner (le directeur du magazine Rolling Stone) et le groupe ZZ Top.
De novembre à décembre 2004, puis en mars et avril 2005, le groupe sans Ronnie Wood enregistre un nouvel album toujours produit par Don Was dans une petite pièce du château en prise live, se voulant un retour aux sources avec un son brut et direct dans l'esprit des albums Exile on Main Street, Elephant des White Stripes ou encore Thickfreakness des Black Keys. Puis le groupe se rend à Los Angeles avec Ronnie pour terminer et mixer l'album dans différents studios.
Le nouvel album intitulé A Bigger Bang parait le 5 septembre 2005. Il sera leur dernier album enregistré en studio avec des compositions originales jusqu'en 2023. Quelques jours plus tard, la femme du batteur annonce que son mari est guéri de son cancer.
L'album A Bigger Bang apparaît à certains, à nouveau, comme une résurrection. Mais peinant quelque peu à se renouveler avec cet album de plus, ils ne font pas illusion auprès d'une partie de la critique et des fans. Leur dernière tournée mondiale, nommée elle aussi A Bigger Bang, commence le 21 août 2005 à Boston (États-Unis). Après les étapes américaines (Nord et Sud), asiatiques et en Océanie, un accident très médiatisé de Keith Richards (tombé d'un cocotier, indemne, il a eu un accident de jet-ski le jour même) a contraint le groupe à différer l'ouverture de la tournée européenne, bouleversant nombre de dates et en en annulant quelques-unes. En France, deux concerts initialement prévus au Stade de France, furent fondus en une seule soirée le 28 juillet 2006, l'une de leurs meilleures prestations dans l'Hexagone selon de nombreux avis. Les Rolling Stones sont également à Nice le 8 août 2006, renouant pour un soir au Palais Nikaïa (stade Charles-Ehrmann) avec leurs années « Riviera ». Se confirme aussi un retour de la tournée aux États-Unis, prévue dès septembre pour plusieurs mois.
A Bigger Bang devient tournée la plus lucrative de l'histoire de la musique, avec 558 millions de dollars de recette et une audience de 4,6 millions de personnes pour 144 représentations. Le groupe a également attiré deux millions de personnes lors du concert gratuit de Rio de Janeiro, sur la plage de Copacabana, en février 2006. Ainsi depuis la sortie de Voodoo Lounge en 1994, les Rolling Stones ont passé plus de sept ans sur scène, avec un évident plaisir qui, même s'il n'est pas dénué de manœuvres commerciales et de gains colossaux, démontre, s'il le fallait encore, que le groupe représente alors, avec les Who (reformés en 1989), Paul McCartney et Ringo Starr, le seul témoignage de l'âge d'or du rock'n'roll, et la preuve que leur musique est intemporelle.
Les Stones sont considérés, avec Bob Dylan, les Beach Boys, les Beatles, les Who, Led Zeppelin et quelques autres, comme des inventeurs de la musique populaire moderne. Dès leurs débuts, ils ont tenu à catégoriser leur musique comme du rhythm and blues (d'après Ray Charles, c'était le nom donné autrefois au rock and roll avant qu'il ne devienne à la mode), et se réclamèrent à plusieurs reprises de la filiation des grands bluesmen. Légendaires, ils continuent à attirer les foules, et apparaissent lors de grands événements, comme lors du Super Bowl, ou lors des célébrations de la fin de l'embargo américain à l'encontre de Cuba.

### Années 2010: succession des tournées planétaires

#### Rééditions augmentées d'Exile On Main St.et deSome Girls(2010-2011)
En février et en mars 2010, après de multiples rumeurs sur une éventuelle tournée, les Rolling Stones annoncent dans la presse qu'à l'occasion de la sortie de l'album de 1972 Exile on Main St. remastérisé, ils publieront une dizaine de chansons enregistrées à cette époque. D'après une interview publiée dans le magazine Rolling Stone, ils auraient même placé de nouvelles pistes de guitares et de chant sur certains titres. Dans la même interview, Keith Richards ne dément pas une rumeur selon laquelle Mick Taylor serait venu enregistrer avec eux. En 2011, l'album Some Girls est ressorti avec douze nouvelles chansons.

#### Tournées des cinquante ans (2012-2015)

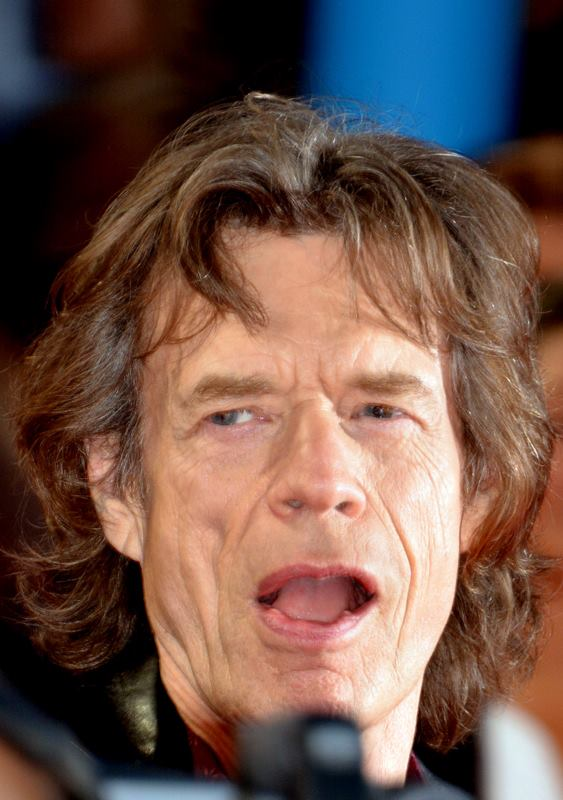
Mick Jagger en 2014.

L'année 2012 est marquée par la célébration des cinquante ans de carrière des Rolling Stones. En août, le site officiel annonce la sortie pour le 13 novembre 2012 d'un coffret best of de 3 CD intitulé GRRR! avec en bonus deux nouvelles compositions enregistrées en août 2012 à Paris : One more shot et Doom and Gloom (le clip vidéo de Doom and Gloom a été tourné dans les studios de la Cité du cinéma de Luc Besson à Saint-Denis). Cinq concerts exceptionnels ont lieu en fin d'année 2012 : deux à l'O2 Arena de Londres, deux autres au Prudential Center de Newark, près de New York, et un cinquième, intercalé, au Barclays Center de Brooklyn à New York. Afin d'être prêts pour les concerts londoniens et new-yorkais, les Rolling Stones ont répété dans un studio à quelques kilomètres de Paris et ont offert un concert-surprise au Trabendo de Paris devant 700 fans le 25 octobre 2012.
Pour 2013, une tournée est confirmée par le groupe, avec neuf dates, de mai à juin, en Amérique du Nord, dans des salles de type « aréna », un concert au festival de Glastonbury le 29 juin, ainsi qu'à Hyde Park à Londres le 6 juillet et le 13 juillet. L'événement marquant de cette tournée anniversaire est la participation de Mick Taylor à quelques morceaux,. Durant cette tournée nord-américaine, sa participation est systématique lorsque le groupe joue Midnight Rambler, participation qui s'étendra à d'autres morceaux comme Sway, Can't You Hear Me Knocking, et (I Can't Get No) Satisfaction, jouée en dernier rappel lors de cette tournée.
De nombreux autres artistes rejoignent le groupe sur scène durant cette tournée : Lady Gaga, Sheryl Crow, Katy Perry, Aaron Neville, Tom Waits, Florence Welch (du groupe Florence and the Machine), Eric Clapton. Des chorales locales accompagnent le groupe sur You Can't Always Get What You Want, comme The Crossing (Philadelphie) ou la Cawthra Park Chamber Choir (Toronto). En février 2014, le groupe entame sa nouvelle tournée, 14 on fire qui débute par Abu Dhabi. Le Japon et la Chine suivent, puis le continent européen en mai et juin 2014, avec 14 dates qui rassembleront un total de 782 000 spectateurs. La tournée se poursuivra en octobre-novembre 2014 par l'Australie et la Nouvelle-Zélande, tournée prévue initialement en mars, mais reportée à la suite du décès de la compagne de Mick Jagger.

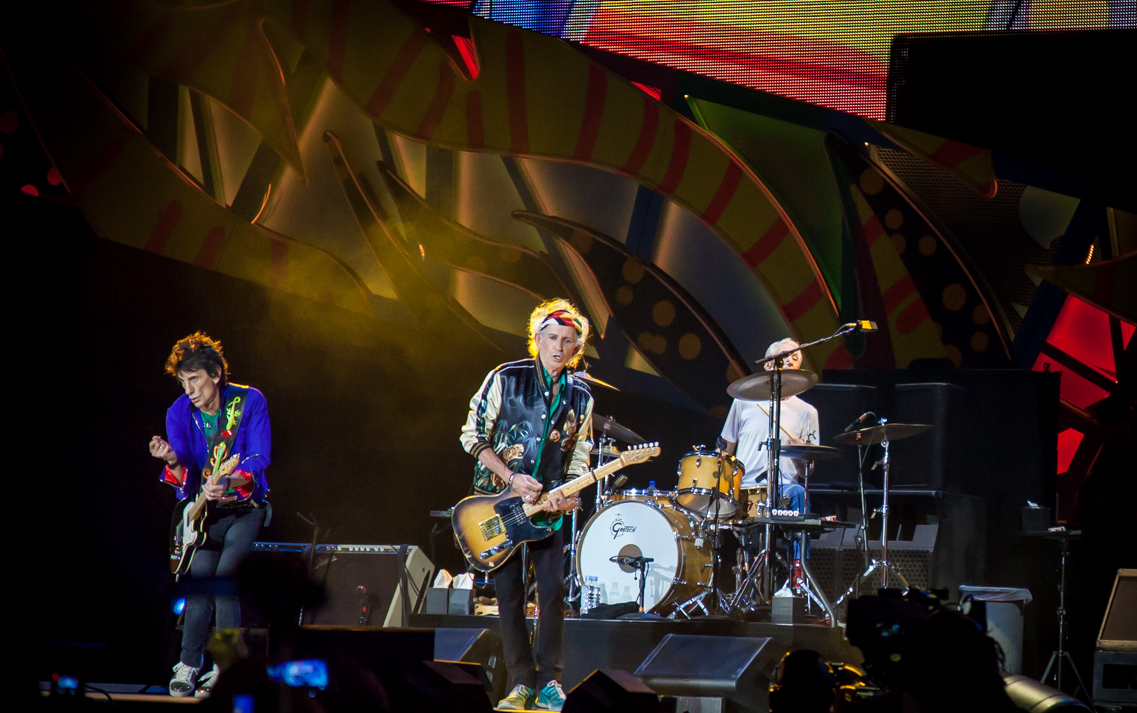
Les Rolling Stones en concert à Cuba le 25 mars 2016.

À partir du 20 mai 2015, les Rolling Stones entament une tournée américaine de 16 dates, intitulée Zip Code, en référence à la réédition remasterisée de leur album Sticky Fingers. Cette tournée s'est clôturée le 15 juillet à Québec, ceci alors que les rumeurs concernant un nouvel album se font insistantes. Ces rumeurs se voient finalement confirmées par Keith Richards lui-même qui, à l'occasion de la sortie de son album solo le 18/09/2015, annonce que le groupe enregistrera bien un nouvel album début 2016. Du 3 février au 17 mars 2016, les Rolling Stones se produisent dans les stades d'Amérique Latine qui affichent tous complet, pour une tournée baptisée « America Latina Olé », qui démarre à Santiago du Chili et s'achève à Mexico, en passant par Buenos Aires, Montevideo, Rio de Janeiro, São Paulo, Porto Alegre, Lima et Bogota. Le 1er mars 2016, Les Rolling Stones annoncent qu'ils vont donner un concert gratuit le 25 mars à Cuba, à La Havane. C'est le premier grand groupe de rock à se produire dans l'île. Cela s'explique par le fait que le rock a été interdit durant de nombreuses années à Cuba. Les Stones se produisent à la « Ciudad Deportiva » de La Havane devant plus de 500 000 spectateurs (la maison de disque avait annoncé 1,2 million). Un film documentant cet événement exceptionnel sort en septembre 2016 sous le titre Havana Moon.

#### Blue & Lonesomeet nouvelles tournées (2016-2019)
À l'orée des cinquante-cinq ans de carrière du groupe le 6 octobre 2016, le groupe annonce sur les réseaux sociaux qu'un nouvel album enregistré en studio (le premier depuis 11 ans) sortira le 2 décembre 2016 constitué uniquement de reprises de leurs maîtres en Blues. Il s'agit de l'album Blue and Lonesome tout en humilité donc, qui connaîtra un succès commercial et sera considéré par les lecteurs du magazine Rolling Stone dès la première semaine de sa parution comme l'un des dix meilleurs albums de l'année.
En 2017, les Rolling Stones lancent une nouvelle tournée, européenne cette fois, intitulée No Filter Tour, avec un visuel rappelant légèrement le No Security Tour. Cette tournée de quatorze concerts commence le 9 septembre à Hambourg pour se clôturer le 25 octobre à Paris, où le groupe se produit trois fois en inaugurant la toute nouvelle U Arena de Nanterre.
Le 7 juillet 2017 le quotidien britannique NME annonce un album retraçant les premiers passages du groupe à la BBC pour une parution le 1er décembre 2017.
Le 24 juillet 2017, d'après le magazine Rolling Stone, Keith Richards annonce que le groupe retourne en studio prochainement pour l'enregistrement d'un nouvel album, alors que la maison de disques ABKCO annonce huit jours plus tard la ressortie de l'album Their Satanic Majesties Request le 22 septembre 2017 remastérisé pour les cinquante ans de l'album.
En décembre 2017, ABKCO publie l'album On Air, constitué d'enregistrements de concerts des années 1963 à 1965 captés par la BBC, avec un son remasterisé.

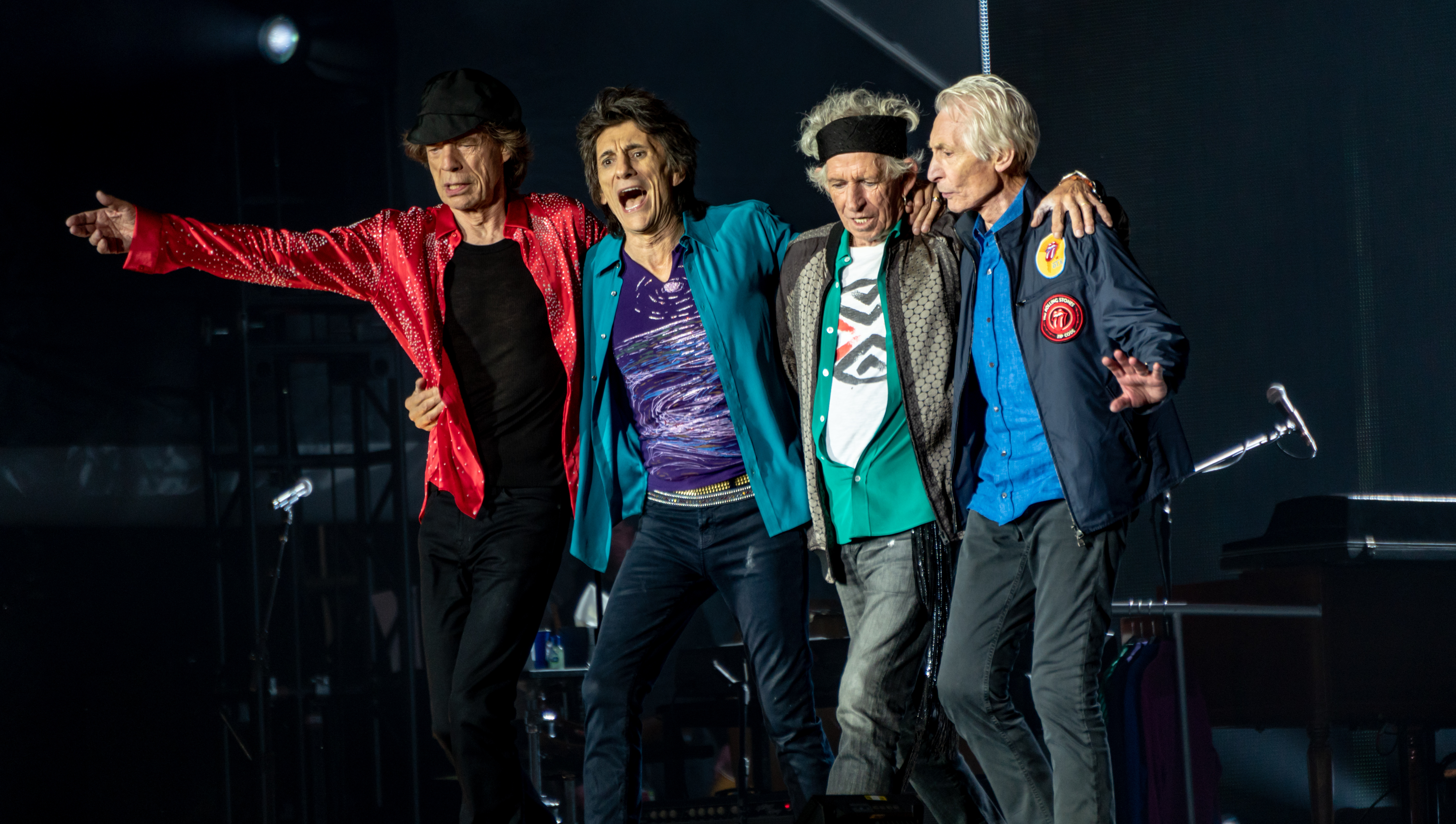
Les Rolling Stones en 2018.

En 2018, le groupe continue sa tournée européenne No Filter Tour entamée le 9 septembre 2017, avec 14 dates prévues entre le 17 mai (Dublin) et le 8 juillet (Varsovie). Les Rolling Stones se produisent entre autres à Londres, Manchester, Marseille et Berlin. À la fin de l'année, ABKCO publie la version remastérisée de l'album Beggars Banquet pour ses cinquante ans.
Fin janvier 2019, Keith Richards annonce que le groupe retourne en studio pour enregistrer en une semaine un nouvel album de chansons originales toujours produits par Don Was pour une sortie vers la fin de l'année avant de repartir en tournée en Amérique à partir du 20 avril suivant. Quelques mois plus tôt, Mick Jagger et Keith Richards s'étaient retrouvés en studio avec leur producteur pour répéter les nouvelles chansons, mais préféraient prendre du recul pour voir si elles étaient bonnes. En attendant l'album, une nouvelle compilation intitulée Honk reprenant les 36 meilleures chansons de Sticky FIngers (1971) à Blue and Lonesome (2016) sort le 19 avril 2019.
En mars 2019, le groupe reporte sa tournée au Canada et aux États-Unis, car Mick Jagger doit subir une intervention chirurgicale au niveau du cœur. La tournée, intitulée No Filter US Tour 2019, reprend le 21 juin 2019 à Chicago pour se terminer le 31 août 2019 à Miami. C'est la dernière tournée à laquelle participe le batteur Charlie Watts. La même année, le groupe publie les concerts de Brême (Allemagne) et de Buenos Aires (Argentine) durant la tournée No Security sur deux albums distincts : Bridges to Bremens sort en juin, Bridges to Buenos Aires en septembre. En novembre, le label ABKCO ressort l'album Let It Bleed en version remastérisée.

### Années 2020

#### Pandémie et mort de Charlie Watts

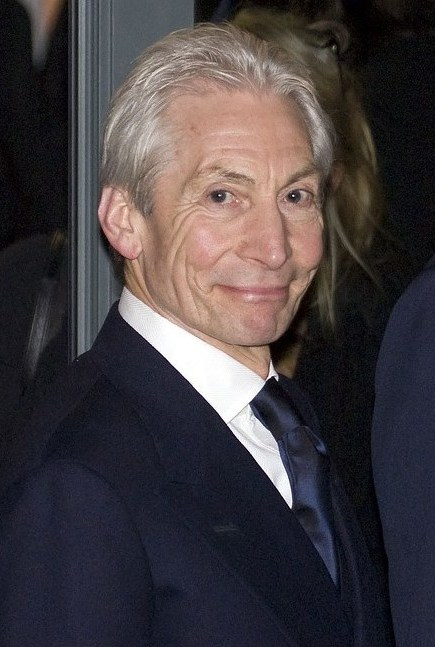
Charlie Watts en 2008.

En 2020, l'activité du groupe subit la crise sanitaire : la tournée nord-américaine qui devait débuter le 8 mai 2020 à San Diego et se terminer le 9 juillet 2020 à Atlanta, avec une seule date canadienne le 12 mai à Vancouver est reportée. Les membres se retrouvent confinés séparément dans différents pays. Par écrans interposés, ils participent à l'événement « Global Citizen » en interprétant You Can't Always Get What You Want. En mai, le groupe publie une nouvelle chanson, Living in a Ghost Town, enregistrée l'année précédente à Los Angeles. Pour la première fois dans l'histoire du groupe, la chanson est no 1 des classements dans une vingtaine de pays, ce que le groupe n'avait jamais connu jusque là (leur dernier single no 1 était Miss You en 1978)[réf. souhaitée].
Au second semestre 2020, alors que les membres sont toujours confinés dans leurs pays respectifs, l'album Goats Head Soup est réédité remixé par le fils du producteur légendaire des Beatles, Giles Martin (qui s'occupe de remixer les albums des Beatles) et augmenté d'inédits, dont Scarlet enregistré en 1974 avec le guitariste Jimmy Page.
En 2021, le groupe annonce son retour sur scène pour une tournée nord-américaine The Rolling Stones USA No Filter Tour qui doit se dérouler du 26 septembre à Saint-Louis (Missouri) au 20 novembre à Austin (Texas). Mais pour la première fois depuis 1963, Charlie Watts sera absent et la batterie sera assurée par Steve Jordan, fidèle accompagnateur de Keith Richards en solo. En effet, Charlie doit prendre du temps pour se remettre d'une intervention médicale. Il réagit lui-même à son absence : « Je travaille dur pour être en pleine forme, mais j'ai accepté aujourd'hui, sur les conseils des experts médicaux, que cela prenne du temps. Après toutes les difficultés que le COVID a causé aux fans, je ne veux vraiment pas que ceux qui détiennent des billets pour cette tournée soient déçus par un autre report ou une autre annulation ».
« On a vraiment hâte de retrouver de nouveau Charlie dès qu'il aura complètement récupéré », réagit Mick Jagger. « Merci à notre ami Steve Jordan de nous rejoindre afin que nous puissions jouer pour vous tous les spectacles prévus cet automne », ajoute le chanteur du groupe.
Mais le batteur des Rolling Stones ne reviendra pas dans le groupe, car un mois plus tard, le 24 août 2021, il meurt dans un hôpital londonien, « paisiblement et entouré de sa famille »,.

#### Nouvelles tournées avec Steve Jordan et réédition deTattoo You
Durant le mois d'août 2021, en parallèle à la préparation de la nouvelle tournée américaine à suivre en septembre avec Steve Jordan à la batterie (qui est batteur pour la carrière solo de Keith Richards), le groupe annonce une réédition augmentée de l'album Tattoo You paru quarante ans plus tôt, contenant un disque d'enregistrements inédits et deux disques live.

#### TournéeSixty
Pour célébrer leur six décennies de carrière, le groupe annonce le 14 mars 2022, une tournée européenne de 14 dates, intitulée Sixty.

Logotype de Sixty, tournée des Rolling Stones (2022).

La tournée commence le 1er juin 2022 à Madrid pour se terminer le 3 août à Berlin, en passant par Bruxelles le 11 juillet, Lyon le 19 juillet et Paris le 23. Le 13 juin 2022, les Rolling Stones sont contraints d'annuler leur concert à Amsterdam au dernier moment (qui sera reporté) et celui de Berne quelques jours plus tard (qui sera annulé sans report), Mick Jagger ayant été contrôlé positif à la Covid-19.

#### Hackney Diamonds
Plusieurs fois ces dernières années depuis la sortie de Blue & Lonesome, le groupe annonce la réalisation d'un nouvel album. Mais ce projet est ralenti avec la pandémie, lorsque les membres du groupe se retrouvent confinés loin les uns des autres. La réalisation du nouvel album est officialisée en novembre 2022 et il sera enregistré aux studios Electric Lady à New York entre l'été et l'automne 2022 et finalisé à Los Angeles durant l'hiver 2022-2023. Il comportera des parties de batterie de Charlie Watts enregistrées avant sa mort. L'ancien bassiste des Beatles Paul McCartney est également officialisé pour apporter des parties de basse sur ce nouvel album. En attendant le prochain album, le groupe publie l'album live GRRR Live! en début d'année 2023 qui résume les tournées du groupe pour les cinquante ans lancées par le best-of homonyme sorti en 2012.
La sortie et le nom de l'album, Hackney Diamonds, sont officialisés le 6 septembre 2023, lors d'un programme en direct diffusé sur YouTube et animé par Jimmy Fallon. L'émission a pris la forme d'un talk-show où Mick Jagger, Keith Richards et Ron Wood ont détaillé le projet présentant 12 titres. La date officielle de sortie est le 20 octobre 2023.

#### Pause de 2025
En 2025, le groupe annonce l'annulation des projets de tournées pour l'année. Malgré leur âge avancé, les membres ne sont pas disponible pour des tournées cette année en raison du travail sur le prochain album, et aussi parce que Ron Wood est pris par la reformation des Faces avec Rod Stewart et Kenney Jones pour un album et une tournée.

## Héritage

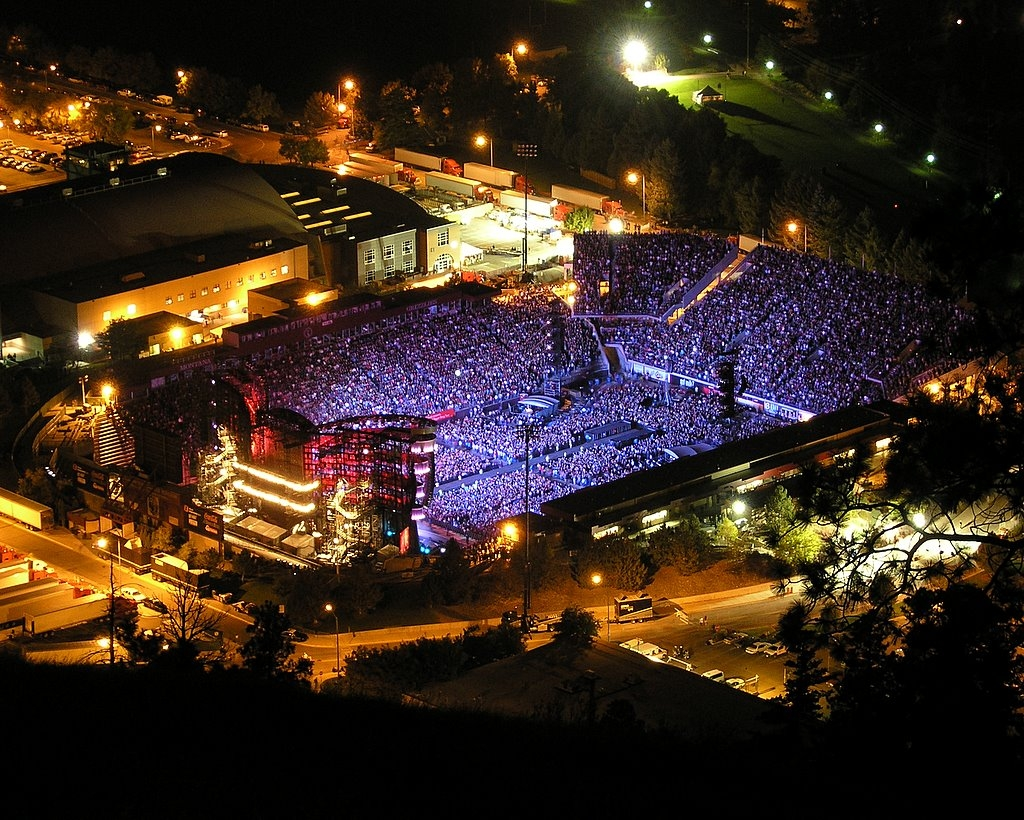
Vue du ciel du concert au ' dans le Montana en octobre 2006. Le groupe a réalisé les trois tournées les plus lucratives.

Depuis leur formation en 1962, les Rolling Stones ont survécu aux nombreuses querelles,. Ils ont sorti près de 30 albums studios, autant d'albums live et près d'une centaine de singles. Selon OfficialCharts.com, les Stones sont classés au quatrième rang des groupes les plus vendus de tous les temps. Leur plus grand succès en single est (I Can't Get No) Satisfaction, considéré par beaucoup à l'époque comme « l'exemple classique du rock and roll ». Les Stones ont contribué au lexique du blues, créant leurs propres « mots de code » et argot qu'ils ont utilisé tout au long de leur catalogue de chansons. Le groupe a été considéré comme l'avant-garde musicale d'une transfusion majeure de diverses attitudes culturelles, les rendant accessibles aux jeunes en Amérique et en Europe. Muddy Waters déclara que les Rolling Stones et la British Invasion suscitèrent l'intérêt du public envers les artistes de blues. Après leur arrivée aux États-Unis, les ventes d'albums de Waters, ainsi que ceux d'autres musiciens de blues, ont accru l'intérêt du public, contribuant ainsi à reconnecter le pays avec sa propre musique.
Les Rolling Stones ont vendu plus de 240 millions d'albums dans le monde et ont organisé plus de 48 tournées de durée variable, dont trois des tournées les plus lucratives de tous les temps : Bridges to Babylon Tour, Voodoo Lounge Tour et A Bigger Bang Tour. En mai 2013, le magazine Rolling Stone les a déclarés « le groupe de référence que le rock & roll a produit ». Le Telegraph a appelé Mick Jagger « le Rolling Stone qui a changé la musique ». Le groupe a fait l'objet de nombreux documentaires et a été intronisé au Rock and Roll Hall of Fame par Pete Townshend en 1989,. Les Rolling Stones ont inspiré et encadré de nouvelles générations d'artistes musicaux que ce soit des groupes comme Téléphone en France dont les membres ont pu côtoyer leurs idoles en studio en 1979 et en première partie de concert en 1982, et des artistes en solo,  Ils sont également crédités pour avoir changé « entièrement la gestion de l’industrie du disque ».
Au cours de ses 60 ans d’existence, le groupe a reçu, et a été nommé à de nombreux prix, dont trois Grammy Awards (et 12 nominations), le prix Juno de l'artiste international de l'année en 1991, et le prix décerné par le magazine New Musical Express pour le meilleur album live et le meilleur film musical, pour leur documentaire Crossfire Hurricane.
À l'âge de 75 ans, Mick Jagger a nommé sept perles fossilisées d'après les membres actuels et anciens du groupe. Deux espèces, Petroperla mickjaggeri et Lapisperla keithrichardsi, ont été placées au sein d'une nouvelle famille Petroperlidae. La nouvelle famille a été nommée en l'honneur des Rolling Stones, dérivés de la petra grecque qui signifie pierre. Les scientifiques ont appelé les fossiles des « Rolling Stoneflies».

## Logotype
The Tongue (« La langue »), inspirée de la bouche de la déesse indienne Kali, a été créée en 1970 par John Pasche, alors étudiant en art au Royal College of Art de Londres, sur une suggestion de Mick Jagger, qui avait repéré la déesse tirant la langue sur une affiche exposée dans une échoppe du quartier indien de Londres. Avant de devenir le logo emblématique du groupe, l'illustration a été utilisée sur l'album Sticky Fingers, en 1971. Le design original a été acheté le 2 septembre 2008 par le Victoria and Albert Museum, pour plus de 63 000 euros, lors d'enchères aux États-Unis.

## Économie
Devenu l'un des groupes de rock les plus célèbres depuis la naissance de ce genre musical, les Rolling Stones ont créé autour de leur groupe un marché particulièrement prolifique. Celui-ci s'articule autour de quatre sources de revenus : les concerts, les albums, les produits dérivés et les droits d'auteur.
S'il est impossible de donner un chiffre d'affaires global, les ventes de la billetterie sont rendues publiques. Pour les 117 concerts du 'Licks Tour' (2002-2003), 301 millions de dollars ont été engrangés. 560 millions de dollars pour les 147 concerts du "Bigger Bang" (2005 - 2007) et 120 millions de dollars pour les 14 concerts de "50 & Counting" (2012 - 2013). Portées par la popularité du logo du groupe, les ventes de produits dérivés n'ont jamais cessé de croître. Que ce soit auprès de fans, ou auprès du grand public par l'intermédiaire de la grande distribution (Zara ou H&M proposant régulièrement des vêtements à l'effigie du groupe). Les albums et droits d'auteur ne sont pas en reste : la longévité sur scène des Rolling Stones leur permettant des recettes substantielles et durables.
Selon le Sunday Times, Mick Jagger et Keith Richards seraient ainsi chacun à la tête d'une fortune de plus de 200 millions d'euros.
En 2020, le groupe inaugure une boutique dans le quartier Carnaby Street à Londres. La boutique propose différents accessoires arborant le logo des Rolling Stones.

## Membres

### Membres actuels
- Mick Jagger : chant, chœurs, harmonica, guitare rythmique (depuis 1962)
- Keith Richards : guitare, chœurs, chant (depuis 1962)
- Ronnie Wood : guitare, chœurs (depuis 1975)

### Anciens membres
- Ian Stewart : piano (1962-1963) † 12 décembre 1985
- Brian Jones : guitare rythmique, guitare solo, harmonica, sitar, saxophone, chœurs (1962-1969) † 3 juillet 1969
- Charlie Watts : batterie (1963-2021) † 24 août 2021
- Mick Taylor : guitare solo, chœurs (1969-1974)
- Bill Wyman : basse, chœurs, chant (1962-1993)

### Accompagnateurs
- Chuck Leavell : claviers, chœurs (depuis 1982)
- Bernard Fowler : percussions, chœurs (depuis 1989)
- Darryl Jones : basse, chœurs (depuis 1993)
- Tim Ries : saxophone, claviers (depuis 1999)
- Karl Denson : saxophone (depuis 2014)
- Sasha Allen : chœurs (depuis 2016)
- Steve Jordan : batterie (depuis 2021)

### Anciens accompagnateurs
- Ian Stewart : claviers (1963-1967, 1969-1985) † 12 décembre 1985
- Bobby Keys : saxophone (1969-1973, 1981–2014)  † 2 décembre 2014
- Merry Clayton : choriste sur Gimme Shelter (1969)
- Nicky Hopkins : claviers (1967-1973) † 6 septembre 1994
- Billy Preston : claviers, chœurs (1973-1977) † 6 juin 2006
- Ronnie Wood : guitare rythmique, guitare solo, chœurs (été-automne 1975, promu membre officiel en décembre 1975)[179]
- Ian McLagan : claviers (1978-1981) † 3 décembre 2014
- Ernie Watts : saxophone (1981)
- Lisa Fischer : chœurs (1989-2015)
- Blondie Chaplin : guitare rythmique, chœurs (1997-2007)

## Œuvre

### Discographie
- 1964 : The Rolling Stones
- 1965 : The Rolling Stones No. 2
- 1965 : Out of Our Heads
- 1966 : Aftermath
- 1967 : Between the Buttons
- 1967 : Their Satanic Majesties Request
- 1968 : Beggars Banquet
- 1969 : Let It Bleed
- 1971 : Sticky Fingers
- 1972 : Exile on Main St.
- 1973 : Goats Head Soup
- 1974 : It's Only Rock 'n Roll
- 1976 : Black and Blue
- 1978 : Some Girls
- 1980 : Emotional Rescue
- 1981 : Tattoo You
- 1983 : Undercover
- 1986 : Dirty Work
- 1989 : Steel Wheels
- 1994 : Voodoo Lounge
- 1997 : Bridges to Babylon
- 2005 : A Bigger Bang
- 2016 : Blue and Lonesome (reprises)
- 2023 : Hackney Diamonds

### Vidéographie
- 1964 : T.A.M.I. Show (en) de Steve Binder
- 1966 : Charlie Is My Darling de Peter Whitehead
- 1968 : One + One ou Sympathy for the Devil de Jean-Luc Godard
- 1970 : Gimme Shelter d'Albert Maysles, David Maysles et Charlotte Zwerin
- 1972 : Cocksucker Blues de Robert Frank
- 1974 : Ladies and Gentlemen: The Rolling Stones (en) de Rollin Binzer
- 1982 : Rolling Stones (ou Let's Spend the Night Together) de Hal Ashby (documentaire)
- 1984 : Video Rewind de Julien Temple
- 1989 : 25x5: The Continuing Adventures of the Rolling Stones de Nigel Finch (en)
- 1992 : Stones at the Max (en)
- 1995 : The Rolling Stones: Voodoo Lounge Live (en)
- 1996 : The Rolling Stones Rock and Roll Circus de Michael Lindsay-Hogg
- 1998 : Bridges to Babylon Tour '97–98 (en)
- 2003 : Live Licks
- 2007 : The Biggest Bang (en)
- 2008 : Shine a Light de Martin Scorsese
- 2010 : Stones in Exile de Stephen Kijak
- 2011 : Some Girls: Live in Texas '78 (en)
- 2012 : Live at the Checkerboard Lounge, Chicago 1981 (en)
- 2012 : Crossfire Hurricane (en) de Brett Morgen
- 2013 : Sweet Summer Sun: Live in Hyde Park (en)
- 2014 : From the Vault: Hampton Coliseum – Live in 1981 (en)
- 2014 : From the Vault: L.A. Friday – Live in 1975 (en)
- 2015 : From the Vault: Live at the Tokyo Dome (en)
- 2015 : From the Vault: Live in Leeds 1982 (en)
- 2016 : Havana Moon
- 2016 : Olé Olé Olé!: A Trip Across Latin America
- 2021 : La Vie de Brian Jones de Patrick Boudet

## Hommage
- (19383) Rolling Stones, astéroïde nommé en l'honneur du groupe.

#### Articles
- Dossier, coordonné par Jean-Dominique Brierre en collaboration avec Jean-Marie Leduc), « The Rolling Stones », Paroles et Musique, pp. 23-37 :
  - Jean-Dominique Brierre, « Le style des Stones », pp. 36-37.
  - Jean-Dominique Brierre, traductions-adaptations :
    - « La Fille des faubourgs (Back Street Girl) », p. 33 ;
    - « L'Émeutier (Street Fighting Man) », p. 34.

  - Thierry Chatain, « L'histoire », p. 25-29 ;
    - Jean-Marie Leduc, encadrés in Thierry Chatain :
      - « Mick Jagger », p. 25 ;
      - « Brian Jones », p. 28 ;
      - « Keith Richards », p. 27 ;
      - « Ian Stewart », p. 29 ;
      - « Mick Taylor », p. 26 ;
      - « Charlie Watts », p. 28 ;
      - « Ron Wood », p. 26 ;
      - « Bill Wyman », p. 27.

  - Jean-Marie Leduc, « Interviews », pp. 31-35 :
    - « Mick Jagger : « C'est l'énergie qui nous a tenus… » », pp. 31-33 ;
    - « Keith Richards : « Oublions la moitié du groupe… » », pp. 34-35 ;
    - « Ron Wood : « J'ai dû me battre pour gagner mes sous !… » », pp. 34-35.

  - Robert Schlockoff, « Le cinéma des Stones », p. 30.

#### Périodiques
- Music Geant, Hors-série no 4, « Le Monde des Rolling Stones à travers leurs interviews », s. d.
- Extra, no 26, janvier 1973.
- Best, no 54, janvier 1973.
- Best, no 55, février 1973.
- Best, no 56, mars 1973.
- Best, no 58, mai 1973.
- Best, no 63, octobre 1973.
- Rock & Folk, no 81, octobre 1973.
- RTL'Rock, « Spécial Rolling Stones », octobre 1973.
- Extra, no 37, décembre 1973.
- Best, no 76, novembre 1974.
- Best, no 144, juillet 1980.
- Best, no 145, août 1980.
- Best, no 167, juin 1982.
- Guitare Magazine, no 20, juin 1982.
- Salut !, no 175, du 9 au 22 juin 1982.
- Rock & Folk, no 185, juin 1982.
- Rock en Stock, no 53, juin 1982.
- Best, no 168, juillet 1982.
- Rock & Folk, no 186, juillet 1982.
- Rock en Stock, no 54/55, juillet/août 1982.
- Photo, no 197, février 1984.
- Best, no 169, août 1982.
- Rock & Folk, no 217, mars 1985.
- Paroles et Musique, no 65, décembre 1986, (Dossier).
- L'Événement &, Hors-série no 1, « Spécial Rolling Stones », juin 1990.
- Musicien, Hors-série no 2, « Spécial Rolling Stones », 1990.
- Best, no 264, juillet 1990.
- Best, no 265, août 1990.
- Rock & Folk, Spécial Hors-série no 1, « 1966-1990 Nos années Stones », 1990.
- Jukebox magazine, no 72, juillet-août 1993.
- Rock & Folk, Spécial Hors-série no 10, « Nos années Stones : 1963-1995 », juin 1995.
- Rock & Folk, Hors-série no 12, « 30 ans de rock et de folk », novembre 1996.
- Jukebox magazine, no 231, juin 2006.
- Rock & Folk, no 466, juin 2006.
- Blues Again !, no 6, juillet/août/septembre 2006.

#### Livres
- (en) David Dalton, Rolling Stones - An unauthorized biography in words, photographs and music, Amsco Music Publishing Company, New York, 1971  (ISBN 0-8256-2669-2).
- Philippe Bas-Rabérin, Les Rolling Stones, Albin Michel / Rock & Folk, coll. « Rock & Folk », Paris, 1972, 192 p.
- (en) Tony Scaduto, Mick Jagger : Everybody's Lucifer, Berkeley Publishing Corporation, New York, 1974, 297 p.+ 16 p. H. T.
- François Jouffa, Jacques Barsamian, Stones-story, Éditions de France, coll. « Story », Paris, 1976, 160 pages.
- (en) Robert Greenfield, S.T.p.A Journey Through America With the Rolling Stones, 2002  (ISBN 0-3068-1199-5).
- Robert Greenfield (trad. Philippe Paringaux), S.T.P. Stones touring party, à travers l'Amérique avec les Rolling Stones, Les Humanoïdes associés, coll. « Speed 17 », Paris, 1977  (ISBN 2-9021-2319-1), 395 pages.
- Roy Carr (traduction J. M. Denis), The Rolling Stones, Éditions Delville, Paris, 1976  (ISBN 2-8592-2003-8), 120 pages.
- (en) David Dalton, The Rolling Stones : The First Twenty Years « Les Rolling Stones : Les Vingt premières années », Alfred A. Knopf, New York, 1981, 192 p.  (ISBN 0-3945-2427-6).
- (en) Robert Palmer, Mary Shanahan, The Rolling Stones « Les Rolling Stones », Sphere Books Limited, Londres, 1984  (ISBN 0-7221-6656-7), 256 pages.
- (en) Philipp Norman, The Stones, Penguin Books Ltd  (ISBN 0-1401-7411-7) : traduction, Les Stones, Éditions Robert Laffont, 1984  (ISBN 2-2210-4575-0), 410 pages.
- (en) Felix Aeppli, Heart of Stone : The Definitive Rolling Stones Discography, 1962-1983, Pierian Press, Pierian Press, coll. « Rock & Roll Reference, 1990  (ISBN 0-8765-0192-7), 580 pages.
- (en) Martin Elliott, The Rolling Stones Complete Recording Sessions 1963 – 1989 : A Sessionography, Discography and History of Recordings From the Famous Chart-toppers to the Infamous Rarities, January 1963 – November 1989, Blandford, Londres, 1990  (ISBN 0-7137-2118-9), 224 pages.
- David Carter (trad. Jacques Collin), Les Rolling Stones, Éditions Hors Collection, 1994  (ISBN 2-2580-3882-0), 80 pages.
- (en) Bill Wyman, Stone Alone: The Story of a Rock 'N' Roll Band, Da Capo Press Inc, 1997  (ISBN 0-3068-0783-1), 640 pages.
- Steve Appleford (trad. Jacques Collin), L'Intégrale Rolling Stones : Les Secrets de toutes leurs chansons, Éditions Hors Collection, 1997  (ISBN 2-2580-4883-4), 256 pages.
- (en) James Phelge, Nankering With the Rolling Stones, 2000  (ISBN 1-5565-2373-4).
- (en) Stanley Booth, Dance with the Devil, l'histoire extraordinaire des Rolling Stones, Éditions Flammarion, Paris, 2012 (The True Adventures of the Rolling Stones, 2000  (ISBN 1-5565-2400-5)).
- Jacques Barsamian, François Jouffa, Les Stones : 40 ans de rock & roll, Éditions Ramsay, Paris, 2003  (ISBN 2-8411-4653-7), 492 pages + CD 80 min Aux sources des Stones.
- (en) Bill Wyman, Rolling with the Stones, 2003  (ISBN 0-7894-9998-3).
- The Rolling Stones (traduction française), Selon les Rolling Stones, Fayard, 2003  (ISBN 2-2136-1679-5).
- (en) Andrew Loog Oldham, Rolling Stoned, Flammarion, 2006[180].
- Philippe Manœuvre, Stoned 20 ans de confidences avec les Rolling Stones  (ISBN 2-226-07842-8).
- Gered Mankowitz, The Rolling Stones - Out of Their Heads. Photographs 1965-1967 et 1982  (ISBN 3-8960-2664-X).
- Plusieurs livres de photos d'art (+ les livres de Wyman et Wood) chez Genesis Publications :(en) « Stones Editions », sur Genesis Publications (consulté le 22 janvier 2021).
- François Bon, Rolling Stones, une biographie, Paris, Fayard, 2002, 600 p. (ISBN 2-213-61308-7).
- Keith Richards,  Life, Robert Laffont, 2010.
- Steve Appleford (trad. Jacques Collin), L'Intégrale Rolling Stones : Les Secrets de toutes leurs chansons 1964-1976, Éditions Hors Collection, 2011  (ISBN 978-2-258-08858-0), 192 pages.
- The Rolling Stones et Richard Havers, Les Rolling Stones - 50 ans de légende, Flammarion, 2012.
- Philippe Margotin, Chronique des Rolling Stones, Éditions Chronique, 2013  (ISBN 979-10-90871-70-0), 144 pages.
- Philippe Margotin et Jean-Michel Guesdon, Les Rolling Stones la totale: les 340 chansons expliquées, Édition du Chêne, 2016, 702 pages.